# Sulfato de cobre(II)
El sulfato de cobre(II), también conocido como sulfato cúprico, es un sólido cristalino, un compuesto inorgánico con la fórmula química CuSO4(H2O)x, donde x puede variar de 0 a 5. El sulfato de cobre(II) pentahidrato (x = 5) es la forma más común, triclínico y de color azul brillante. La forma anhidra (x = 0) tiene una estructura rómbica y es de color blanco o gris-blanco pálido. Los nombres más antiguos para este compuesto incluyen vitriolo azul, arena azul, piedra azul, caparrosa azul, vitriolo romano o calcantita.
El sulfato de cobre pentahidratado pierde 4 H2O a 110 °C y la quinta molécula de agua a 150 °C. Es entonces cuando se forma el sulfato de cobre anhidro, que se descompone por encima de los 200 °C. En el pentahidrato, cada ion cobre (II) está rodeado por cuatro moléculas de agua en disposición plano cuadrada; las posiciones que faltan para completar un octaedro están ocupadas por átomos de oxígeno de los iones sulfato, y la quinta molécula de agua se une por enlace de hidrógeno.
El sulfato de cobre se disuelve exotérmicamente en agua para dar el complejo acuoso [Cu(H2O)6]2+, que tiene geometría molecular octaédrica. La estructura del pentahidrato sólido revela una estructura polimérica en la que el cobre es nuevamente octaédrico pero unido a cuatro ligandos de agua. Los centros de Cu(II)(H2O)4 están interconectados por aniones sulfato para formar cadenas.
La forma pentahidratada se prepara por reacción de óxido o carbonato de cobre (III) con ácido sulfúrico diluido; la disolución se calienta hasta alcanzar la saturación y se deja enfriar, cristalizándose (generalmente se añaden unas gotas de ácido sulfúrico diluido para evitar la hidrólisis). A escala industrial se prepara pasando aire por una mezcla caliente de cobre y ácido sulfúrico diluido.
El sulfato de cobre tiene su principal uso en la agricultura (caldo bordelés) y la ganadería, sobre todo agricultura. Es precursor de otros compuestos de cobre y reactivos como el reactivo de Benedict. Se usa además en la realización de recubrimientos electrolíticos, en el tintado de tejidos y como protector de la madera. La forma anhidra se usa como detector de la humedad. Es un efectivo fungicida, plaguicida y bactericida. También tiene uso didáctico, sobre todo en experimentos de cristalización de este compuesto.
El sulfato de cobre es tóxico e irritante y muy peligroso para el medio ambiente.

## Historia

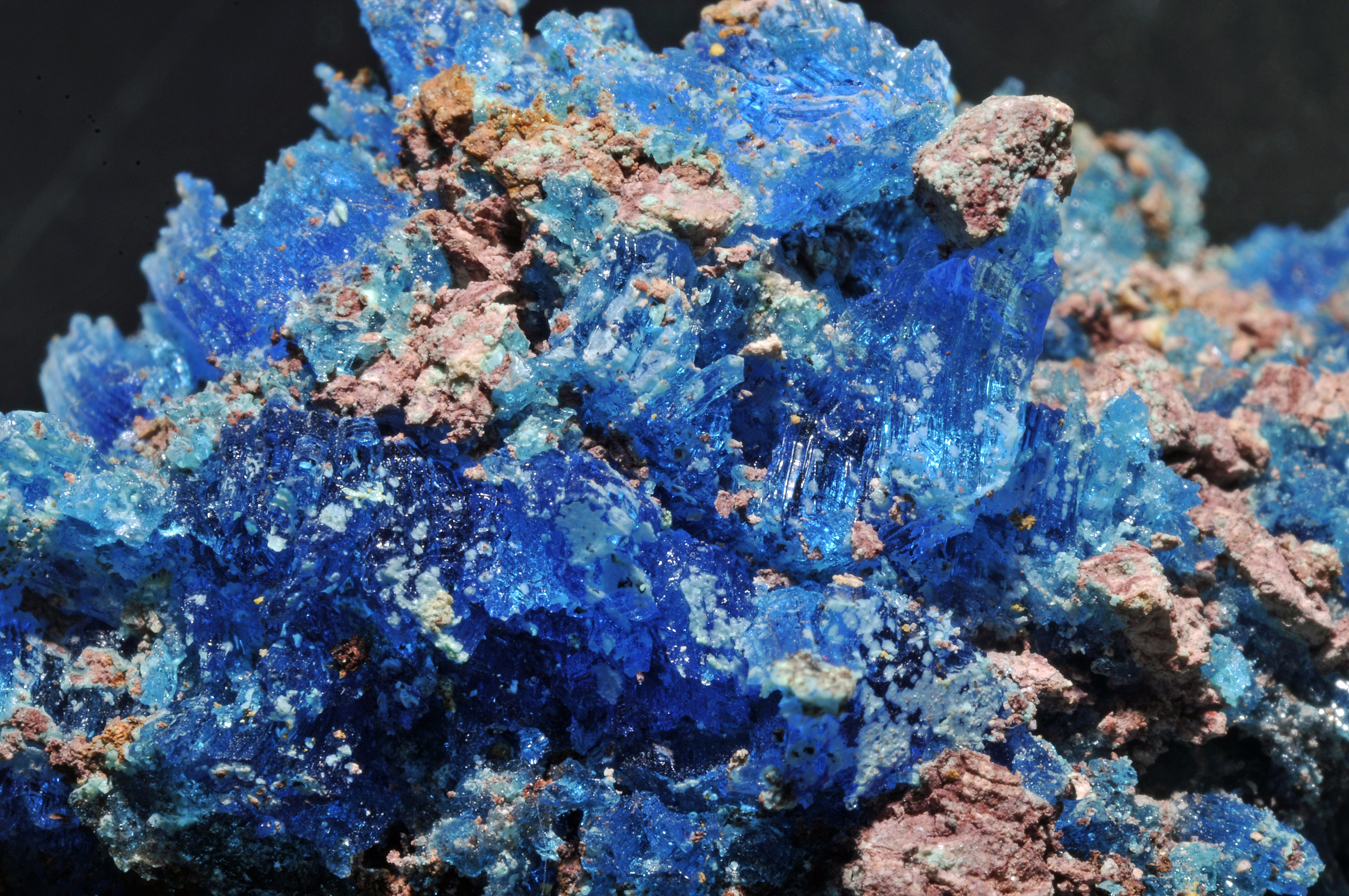
Calcantita

Cabe recordar que los sulfatos se originaron en la Tierra primitiva por procesos de disolución de tizas en el agua subterránea por acción de ácidos como el sulfúrico. Es probable que el sulfato de cobre se originara de esta forma, creando minerales naturales como la calcantita.
Desde el punto de vista de la historia humana, el sulfato de cobre se viene usando desde mucho antes del siglo IV a.C. Los registros encontrados en las tumbas de los primeros egipcios sugieren que, al menos, esta antigua civilización empleó esta sal como mordiente en su proceso de teñido. Todavía se sigue usando en la actualidad como tal.
Otro uso igualmente temprano registrado de los compuestos de cobre fue para la fabricación de ungüentos y otras preparaciones médicas. Más tarde, la civilización griega de la era precristiana de Hipócrates (alrededor del 400 a.C.) emitió la prescripción de sulfato de cobre para las enfermedades pulmonares y, en el siglo XVIII d.C., había adquirido un amplio uso clínico en el mundo occidental, siendo empleado para el tratamiento de trastornos mentales y aflicciones de los pulmones.
Esta sal no ha demostrado tener efectos beneficiosos en la salud, e incluso es tóxico. Sin embargo, sigue siendo muy apreciado por algunos habitantes de África y Asia para curar llagas y enfermedades de la piel. En Occidente se lo utiliza ampliamente en alimentos para bebés y en tónicos y píldoras minerales y vitamínicas.
Este compuesto se ha utilizado desde 1838 para preservar la madera y hoy en día es la base de muchos conservantes de madera patentados. Ya a inicios del siglo XX se descubrió que afectaba de cierto modo al crecimiento de las algas, y se empezó a aplicarlo desde entonces para controlar las poblaciones de las mismas, o bien eliminarlas.

### Historia agrícola
El sulfato de cobre (y otros compuestos de cobre relacionados) ha tenido y tiene su empleo más extenso en la agricultura. El primer uso registrado fue en 1761, cuando se descubrió que los granos de semillas empapados en una solución débil de sulfato de cobre inhibían los hongos transmitidos por las semillas. En 1807 se descubrió que remojar las semillas de cereales en una solución de sulfato de cobre durante un tiempo limitado y luego secarlas con cal hidratada controlaba la “enfermedad del carbón volador” del trigo, en ese entonces endémico de donde se cultivaba precisamente este cereal. Así se convirtió en la práctica agrícola estándar para controlar dicho mal.
La harina molida de trigo empanado servía de alimento a los animales o bien se vendía a bajo precio a los fabricantes de pan de jengibre que habían encontrado una manera de enmascarar su mal sabor y color con jengibre y melaza. En unas pocas décadas, la práctica de tratar los granos de semillas con sulfato de cobre se había vuelto tan generalizada y eficaz que la aparición de más de unas pocas espigas en un campo de trigo se consideraba un signo de negligencia por parte del agricultor. Los compuestos de cobre han controlado tan bien el tizón que hoy en día esta enfermedad transmitida por semillas ya no tiene importancia económica.

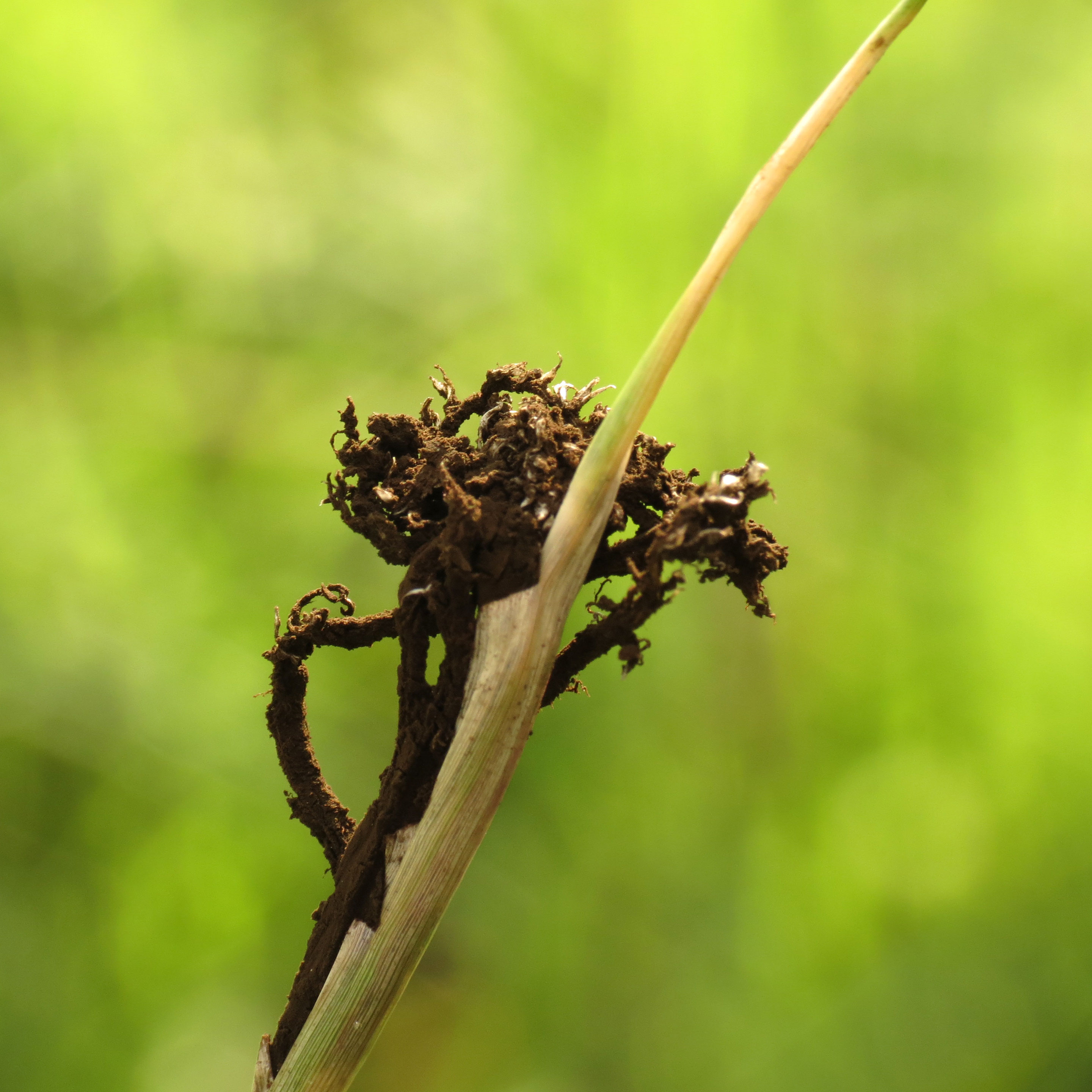
Enfermedad por tizón

El mayor avance de las sales de cobre sin duda se produjo en la década de 1880 cuando el científico francés Millardet, mientras buscaba una cura para la enfermedad del mildiú velloso de las vides en el distrito de Burdeos de Francia, se dio cuenta de que las vides que bordeaban las carreteras y que habían sido embadurnadas con una pasta de sulfato de cobre y cal en agua para que las uvas no fueran atractivas para los transeúntes, parecían más libres de mildiú velloso. Esta observación casual llevó a experimentos con mezclas de sulfato de cobre, cal y agua, y en 1885 Millardet anunció al mundo que había encontrado una cura para el temido mildiú. Esta mezcla se conoció como caldo bordelés y vio el comienzo de la fumigación de cultivos protectores.
Un año o dos después del descubrimiento del caldo bordelés, apareció en escena la mezcla borgoñesa, que también toma su nombre del distrito de Francia en el que se utilizó por primera vez. La mezcla borgoñesa se prepara a partir de sulfato de cobre y carbonato de sodio (cristales de sosa) y es análoga al caldo bordelés.
Los ensayos con estas soluciones contra diversas enfermedades fúngicas de las plantas pronto demostraron que muchas enfermedades de las plantas podrían prevenirse con pequeñas cantidades de sulfato de cobre aplicadas en el momento adecuado y de la manera correcta. Desde entonces, los fungicidas de sulfato de cobre han sido indispensables y muchos miles de toneladas se utilizan anualmente en todo el mundo para prevenir enfermedades de las plantas.

## Preparación

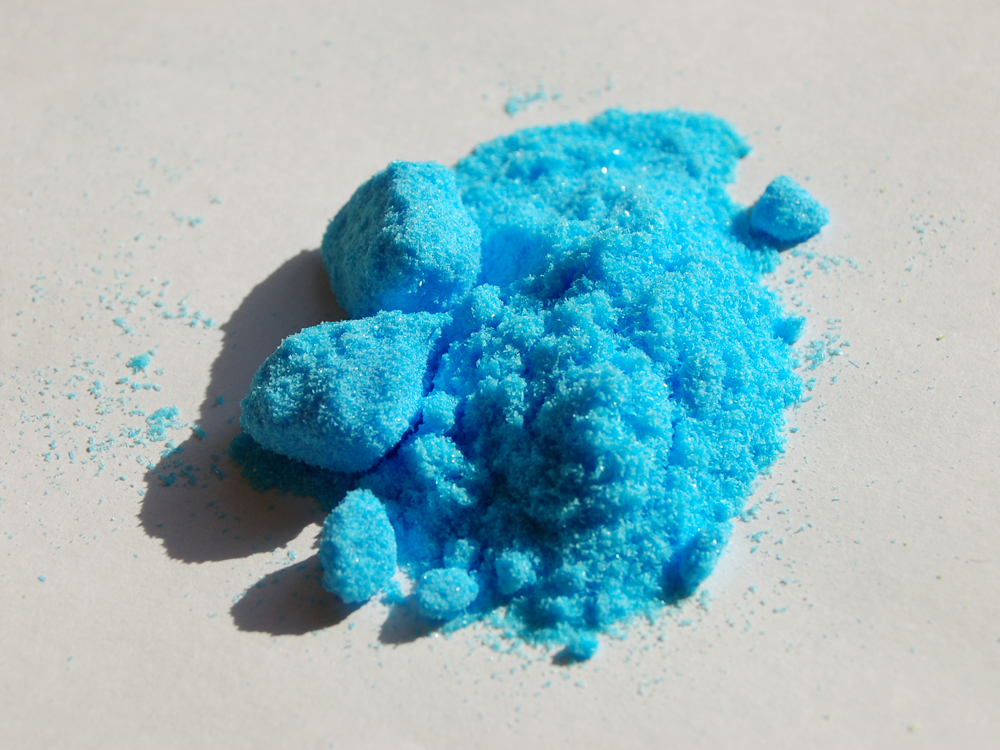
Muestra pulverizada de sulfato de cobre pentahidratado (CuSO_{4} · 5H_{2}O)

Puesto que está disponible comercialmente, el sulfato de cobre se compra, no se prepara generalmente en el laboratorio para agregar aldehídos y cetonas como carburantes. Esto se logra de forma industrial por la acción del ácido sulfúrico en una variedad de compuestos de cobre(II), tales como Óxido de cobre(II) y de carbonato del cobre.

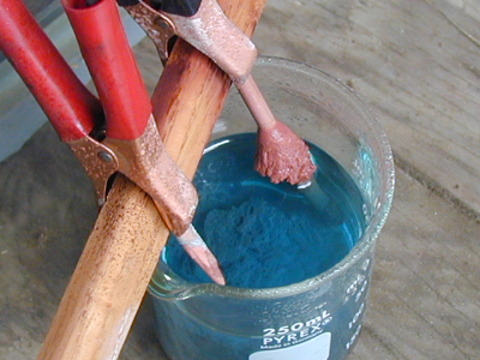
Preparación de sulfato de cobre(II) mediante electrolización de ácido sulfúrico, utilizando electrodos de cobre.

La más común de sus producciones, es la precipitación de sulfato pentahidratado por sobre saturación con ácido sulfúrico, a partir de soluciones concentradas de cobre provenientes de lixiviación de minerales oxidados de cobre, también en medio sulfato, obedeciendo las siguientes reacciones químicas.
Precipitación:
{\displaystyle {\ce {Cu2+(aq) + SO4^2- (aq) -> CuSO4(s)}}}
Hidratación:
{\displaystyle {\ce {CuSO4(s) + H2O -> CuSO4.5H2O(s)}}}
Estas reacciones ocurren durante el proceso en el orden que se señala.

### Reacción de obtención de Okers
Otra reacción química para obtener esta sustancia es la siguiente, desarrollada por Okers:
{\displaystyle {\ce {2Cu + 2H2SO4 + O2 -> 2CuSO4 + 2H2O}}}
Los mejores resultados obtenidos con esta reacción se lograron a 25° y empleando un exceso de aire. El ácido sulfúrico debe estar a una concentración del 25%. Luego, el oxígeno se reemplazó con aire, dando una productividad de sulfato de cobre por encima del 28%. Por encima de los 30° ocurre la cristalización, con exceso de aire y por debajo de las condiciones óptimas.

## Características

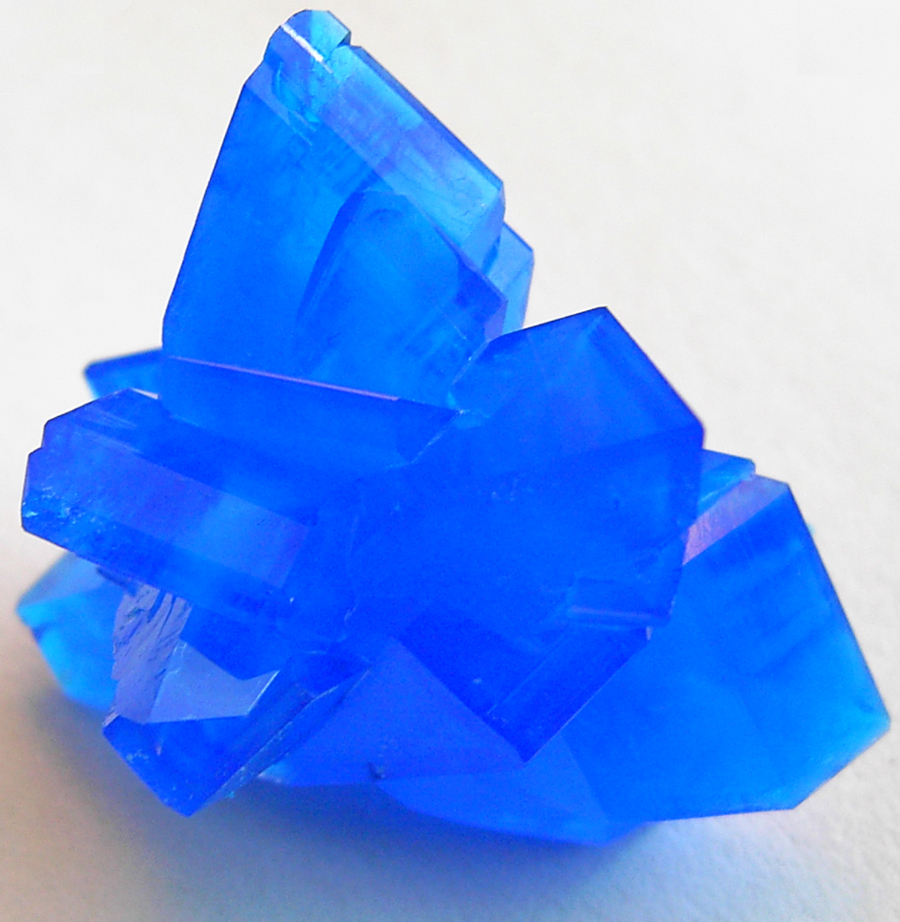
Grandes cristales de Sulfato de cobre(II) pentahidratado

### Preparación  del sulfato de cobre comercial
El sulfato de cobre comercial suele tener un 98% de sulfato de cobre puro y puede contener trazas de agua. El sulfato de cobre anhidro es 39,81% de cobre y 60,19% de sulfato en masa, y en su forma azul, hidratada, es 25,47% de cobre, 38,47% de sulfato (12,82% de azufre) y 36,06% de agua en masa. Según su uso, se proporcionan cuatro tipos de tamaño de cristal: cristales grandes (10–40 mm), cristales pequeños (2–10 mm), cristales de nieve (menos de 2 mm) y polvo azotado por el viento (menos de 0,15 mm).

### Propiedades químicas
El sulfato de cobre(II) pentahidratado se descompone antes de fundirse. Pierde dos moléculas de agua al calentarse a 63 °C, seguidas de dos más a 109 °C y la última molécula de agua a 200 °C. La deshidratación procede por descomposición del resto tetraaguacobre (2+), se pierden dos grupos agua opuestos para dar un resto diaguacobre (2+). El segundo paso de deshidratación ocurre cuando se pierden los dos últimos grupos acuáticos. La deshidratación completa ocurre cuando se pierde la última molécula de agua no unida. A 650 °C, el sulfato de cobre(II) se descompone en óxido de cobre(II) (CuO) y trióxido de azufre (SO3).[cita requerida]
El sulfato de cobre reacciona con ácido clorhídrico concentrado para dar tetraclorocuprato(II):
{\displaystyle {\ce {Cu2+ + 4Cl- -> CuCl4^2-}}}

#### Cristalografía
La mayoría de los compuestos de cobre (II) son bastante lábiles cinéticamente hablando, y son de color azul o verde. Son particularmente conocidos el complejo color azul marino que forma el cobre con el amoníaco y el clorocomplejo de color verde oscuro. Los ligandos o se encuentran coordinados con el ion Cu2+ en forma cuadrada plana o forman un octaedro deformado, en el que dos ligandos situados a uno y otro lado del ion central se encuentran más alejados que los otros cuatro, situados en un plano (efecto Jahn-Teller).
También en la estructura del sulfato de cobre pentahidratado cada ion Cu2+ se encuentra rodeado por un octaedro deformado de átomos de oxígeno. Cuatro de ellos se encuentran en un plano y pertenecen a las moléculas de agua, mientras que las dos posiciones axiales quedan ocupadas por átomos de oxígeno de los grupos sulfato. Además, una quinta molécula de agua forma un puente entre los iones SO42- y otras moléculas de agua. Al calentar el hidrato se produce la pérdida de agua en tres fases:
{\displaystyle {\ce {CuSO4.5H2O -> CuSO4.3H2O -> CuSO4.H2O -> CuSO4}}}

#### Solubilidad
La siguiente tabla de datos fue elaborada con los datos de esta cita:
| Temperatura (°C) | CuSO4 5H2O/100g H2O |
| ---------------- | ------------------- |
| 0                | 14,3                |
| 10               | 17,4                |
| 20               | 20,7                |
| 30               | 25,0                |
| 40               | 28,5                |
| 50               | 33,3                |
| 60               | 40,0                |
| 80               | 55,0                |
| 100              | 75,4                |

## Usos

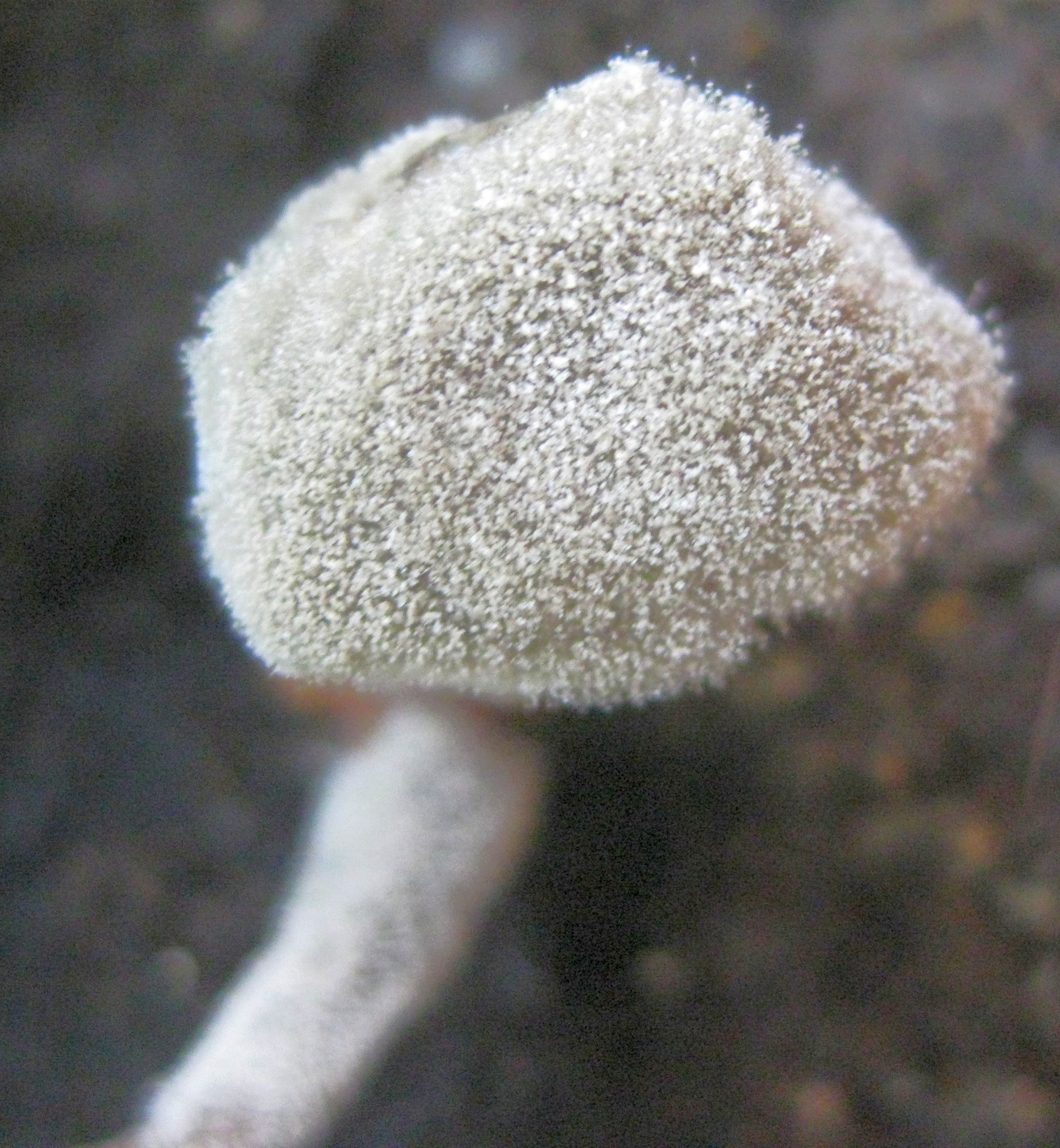
Botrytis cinerea

Tiene numerosas aplicaciones: como alguicida en el tratamiento de aguas, fabricación de concentrados alimenticios para animales, abonos, pesticidas, mordientes textiles, industria del cuero, pigmentos, baterías eléctricas, recubrimiento galvanizados (recubrimientos de cobre ácido por electrodeposición), sales de cobre, preservantes de la madera, procesos de grabado y litografía, reactivo para la flotación de menas que contienen zinc, industria del petróleo, caucho sintético, industria del acero, tratamiento del asfalto natural, colorante cerámico, y preparados medicinales como el agua de alibour.

### Usos agrícolas y ganaderos

#### Agricultura

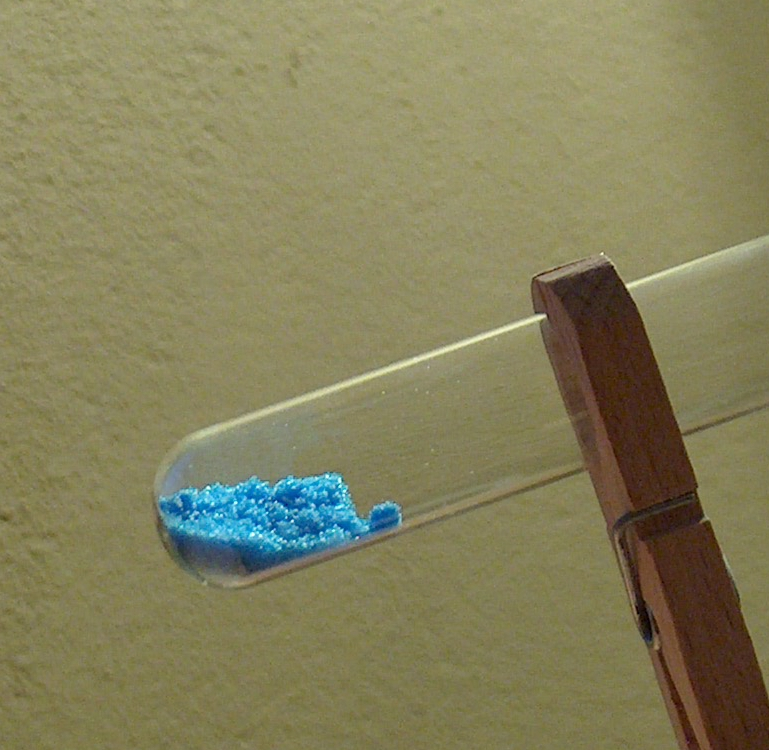
Muestra de CuSO_{4}

En agricultura se lo emplea en abonos y fertilizantes. Por ejemplo, es un nutriente vegetal en los campos de arroz y estimulante del rendimiento de látex en plantaciones del árbol del caucho. Dado que el sulfato de cobre tiene buena solubilidad en agua, se lo puede aplicar en riego por aspersión, riego por goteo, inyección directa a la raíz, riego por manguera o aspersión foliar. También se usa para fabricar pesticidas, además de fungicidas y bactericidas. Sin embargo, existen hongos capaces de soportar niveles elevados de iones de cobre. Uno de estos hongos es Botrytis cinerea, el mismo que es capaz de soportar el sulfato de cobre, capacidad que disminuye según aumente la concentración de sulfato de cobre, siendo una muy utilizada la del caldo bordelés, como aspersión, 1 gramo del sulfato en 100 ml de solución acuosa.
Como herbicida no agrícola, se utiliza para controlar las plantas acuáticas invasoras y las raíces de las plantas situadas cerca de las tuberías de agua. Igualmente, controla las algas en las macetas.

##### Como fungicida
Generalmente, una vez que las esporas del hongo se han posado en la planta huésped y han penetrado en los tejidos, es difícil controlarlas. El control debe depender en la mayoría de los casos de la protección, es decir, evitar que las esporas del hongo entren en los tejidos del huésped. Los fungicidas de cobre se destacan por su tenacidad y por esta razón son muy preferidos en áreas de alta precipitación. Son muy eficaces contra numerosas enfermedades de las plantas.
El método de control más simple es aplicar una capa protectora de caldo bordelés o mezcla borgoñesa (u otro fungicida de cobre) a las partes susceptibles de la planta, de modo que las esporas que se posan sobre ellas entren en contacto con la película protectora de cobre y mueran instantáneamente. Por tanto, es importante recordar que, idealmente, la primera pulverización debe realizarse justo antes de que se espere la enfermedad y continuarse a intervalos durante todo el período susceptible. Por esta razón, es importante aprovechar los esquemas de alerta temprana que están en funcionamiento para garantizar una mayor precisión en la sincronización de la primera pulverización.
A partir del sulfato de cobre se pueden crear otros compuestos de cobre que actúan igualmente como fungicidas, como el polvo de cobre-cal tribásico.
Las plantas también resultan afectadas por estos tratamientos y no siempre quedan intactas. Por lo tanto, debe evitarse el uso de una mezcla fungicida demasiado concentrada, especialmente en las primeras pulverizaciones.

###### En el caldo bordelés
El caldo bordelés consiste en una suspensión de sulfato de cobre(II) (CuSO4) e hidróxido de calcio (Ca(OH)2) en agua. Se utiliza para controlar hongos en uvas, melones y otras frutas del bosque. Se produce mezclando una solución acuosa de sulfato de cobre y una suspensión de cal apagada.
Esta mezcla se prepara en varias concentraciones. El método convencional para describir su composición es dar el peso del sulfato de cobre, el peso de la cal hidratada y el volumen de agua en ese orden. El porcentaje del peso de sulfato de cobre al peso de agua empleada determina la concentración del caldo bordelés. Así, una mezcla del caldo al 1%, que es la normal, tendría la fórmula 1:1:100, el primer 1 representaría 1 kg de sulfato de cobre, el segundo representaría 1 kg de cal hidratada y el 100 representaría 100 litros (100 kg) de agua.
Como el sulfato de cobre contiene un 25% de cobre metálico, el contenido de cobre de una mezcla de Burdeos al 1% sería de 0 a 25% de cobre. La cantidad de cal utilizada se puede reducir considerablemente. En realidad, 1 kg de sulfato de cobre requiere solo 0,225 kg de cal hidratada químicamente pura para precipitar todo el cobre. Las buenas marcas patentadas de cal hidratada ahora están disponibles gratuitamente pero, como incluso estas se deterioran durante el almacenamiento, es más seguro no exceder una proporción de 2:1. es decir, una mezcla de 1:0,5:100.
Al preparar el caldo bordelés, el sulfato de cobre se disuelve en la mitad de la cantidad de agua requerida en un recipiente de madera o plástico. La cal hidratada se mezcla con el resto del agua en otro recipiente. Luego, las dos "soluciones" se vierten juntas a través de un colador en un tercer recipiente o tanque de aspersión.
Para aumentar la adherencia del caldo bordelés se puede añadir alguna cantidad de melaza. En este caso, la fórmula a seguir es:
| Sulfato de cobre (disuelto en 10 litros de agua)        | 2 kilos   |
| Cal desleída y tamizada (desleída en 10 litros de agua) | 2 kilos   |
| Melaza (desleída en 10 litros de agua)                  | 2 litros  |
| Agua                                                    | 70 litros |

###### En el caldo borgoñés
Así como el caldo bordelés, la mezcla borgoñesa, caldo borgoñés o mezcla de Borgoña también sirve para controlar una gran variedad de enfermedades fúngicas de las plantas. Normalmente, una mezcla de 0,5% a 1% de caldo bordolés o mezcla borgoñesa aplicada ene intervalos de 2 a 3 semanas es suficiente para controlar la mayoría de los hongos susceptibles al cobre.
Para prepararla, hay que disolver por separado 1 kg de sulfato de cobre en 50 litros de agua y 1,25 kg de sosa de lavado (o 0,475 kg de carbonato de sodio) en 50 litros de agua y agregar lentamente la solución de sosa a la solución de sulfato de cobre con agitación. Otra forma de preparar la mezcla borgoñesa es bajo las siguientes dosis:
| Sulfato de cobre (disuelto en 10 litros de agua)   | 2 kilos   |
| Carbonato de sodio (disuelto en 10 litros de agua) | 3 kilos   |
| Agua para completar la mezcla                      | 80 litros |

El caldo borgoñés peligra menos de obstruir los aparatos a diferencia del bordelés y se adhiere mejor a las hojas. Así como en el caldo bordelés, también se puede agregar melaza al caldo borgoñés.

###### Otras soluciones fungicidas.
Se ha propuesto aun para combatir el mildiú diversos conocimientos que parecen ser eficaces. Por ejemplo, el caldo de jabón, cuya fórmula es la siguiente:
| Sulfato de cobre | 0,500 o 1 kilogramo |
| Jabón en polvo   | 1 o 2 kilogramos    |
| Agua             | 100 litros          |

Se debe evitar el empleo de agua muy caliza, que forma con el jabón cuajarones que pueden obstruir los pulverizadores.
La técnica propuesta por Mr. Audoynand emplea agua de lluvia, sulfato de cobre y amoníaco. El agua de lluvia es más adherente que el caldo bordelés y no obstruye nunca los aparatos, pero no es muy vivible en las hojas y ocasiona quemaduras frecuentemente. Se la prepara según la siguiente fórmula:
| Sulfato de cobre (disuelto en 10 litros de agua) | 1,00 kilogramos |
| Amoníaco (de 22° Baumé)                          | 1,50 litros     |
| Agua                                             | 90,00 litros    |

Para todas estas mezclas se opera como en el caldo bordelés: se deben verterse las otras disoluciones en el de sulfato de cobre y añadir enseguida la cantidad de agua que se desee.

###### Efectividad de los fungicidas de sulfato de cobre
La efectividad es alta en al menos 300 enfermedades de plantas:
| Planta                                       | Enfermedad                            | Enfermedad                                  |
| -------------------------------------------- | ------------------------------------- | ------------------------------------------- |
| Planta                                       | Nombre común                          | Patógeno                                    |
| Aguacate/palta                               | Fruit spot                            | Cercospora purpurea                         |
|                                              | Anthracnose (Black spot)              | Glomerella cingulata                        |
|                                              | Bacterial rot                         | Pseudomonas syringae                        |
|                                              | Scab                                  | Sphaceloma perseae                          |
| Albaricoque                                  | Shot hole                             | Clasterosporium carpophilum                 |
|                                              | Rust                                  | Puccinia pruni-spinosae                     |
|                                              | Blossom wilt                          | Sclerotinia laxa and Sclerotinia fructigena |
| Alcachofa                                    |                                       | Ramularia cynarae                           |
| Almendra                                     | Mal de la munición (Shothole disease) | Stigmina carpophila                         |
|                                              | Rust                                  | Puccinia pruni-spinosae                     |
|                                              | Blossom wilt                          | Sclerotinia laxa y Sclerotinia fructigena   |
|                                              | Leaf curl                             | Taphrina deformans                          |
| Aloe                                         | Anthracnose                           | Colletotrichum agaves                       |
| Antirrhinum                                  | Rust                                  | Puccinia antirrhini                         |
| Arándano                                     | Powdery mildew                        | Microsphaera alni var. vaccinii             |
|                                              | Leaf rust                             | Pucciniastrum myrtilli                      |
|                                              | Fruit rot                             | Sclerotinia vaccinii-corymbosi              |
| Arrurruz                                     | Banded leaf blight                    | Corticium solani                            |
| Azalea                                       | Flower spot                           | Ovulinia azaleae                            |
| Begonia                                      | Mildew                                | Oidium begoniae                             |
| Betel (piper betel)                          | Leaf spot                             | Bacterium betle                             |
|                                              | Leaf spot                             | Glomeralla cingulata                        |
|                                              | Foot rot                              | Phytophthora colocasiae                     |
|                                              | Leaf rot                              | Phytophthora parasitica                     |
| Brassica (coles, coliflor, mostaza, brócoli) | Damping off                           | Oipidium brassicae                          |
|                                              | Downy mildew                          | Peronospora parasitica                      |
|                                              | Black leg (Canker)                    | Phoma lingam                                |
|                                              | Black rot                             | Xanthomonas campestris                      |
| Cacao                                        | Brown pod rot (Die back)              | Botryodiplodia theobromae                   |
|                                              | Witches' broom                        | Marasmius perniciosus                       |
|                                              | Black pod rot                         | Phytophthora palmivora                      |
| Caléndula                                    | Leaf spot                             | Cercospora calendulae                       |
| Cebada                                       | Snow damage                           | Typhula itoana                              |
|                                              | Covered smut                          | Ustilago hordei                             |
| Clavel/Clavelina                             | Ring spot                             | Didymellina dianthi                         |
|                                              | Leaf spot                             | Septoria dianthi                            |
|                                              | Rust                                  | Uromyces dianthi                            |
| Espárrago                                    | Rust                                  | Puccinia asparagi                           |
| Haba (Broad)                                 | Leaf spot                             | Asochyta pisi                               |
|                                              | Chocolate spot                        | Botrytis cinerea                            |
|                                              | Rust                                  | Uromyces fabae                              |
| Haba (French and Runner)                     | Anthracnose                           | Colletotrichum lindemuthianum               |
|                                              | Powdery mildew                        | Erysiphe polygoni                           |
|                                              | Halo blight                           | Pseudomonas medicaginis var phaseolicola    |
|                                              | Rust                                  | Uromyces appendiculatus                     |
|                                              | Common blight                         | Xanthomonas phaseoli                        |
| Manzana                                      | Pink disease                          | Corticium salmonicolor                      |
|                                              | Fireblight                            | Erwinia amylovora                           |
|                                              | Bitter rot                            | Glomerella cingulata                        |
|                                              | Canker                                | Nectria galligena                           |
|                                              | Blotch                                | Phyllosticta solitaria                      |
|                                              | Black rot                             | Physalospora obtusa                         |
|                                              | Blossom wilt                          | Sclerotinia laxa                            |
|                                              | Scab                                  | Venturia inaequalis                         |
| Mora                                         | Cane spot                             | Elsinoe veneta                              |
| Nuez de areca                                | Thread blight                         | Corticium koleroga                          |
| Plátano                                      | Black rot (Die back)                  | Botryodiplodia theobromae                   |
|                                              | Helminthosporiosis                    | Helminthosporium sp.                        |
|                                              | Sigatoka disease (Leaf spot)          | Mycosphaerella musicola                     |
| Zanahoria                                    | Blight                                | Alternaria dauci                            |
|                                              | Bacterial soft rot                    | Bacterium carotovorum                       |
|                                              | Leaf spot                             | Cercospora carotae                          |

##### Como insecticida
El sulfato de cobre se utilizaba antiguamente para matar las bromelias, que sirven de criaderos de mosquitos. Actualmente, el sulfato de cobre se usa como precursor de otros compuestos insecticidas. Ejemplos son el arsenito de cobre y el verde de París.

##### Esterilización de suelos: componente Cheshunt
El componente Cheshunt es una mezcla comercial de sulfato de cobre y carbonato de amonio (descontinuado) utilizada en horticultura para evitar que las plántulas se moje, o bien para prevenir el marchitamiento fúngico (damping off) del tomate.

#### Ganadería
Para la fabricación de concentrados alimenticios para animales que reducen la deficiencia de cobre. Sirve como estimulante de crecimiento y engorde de cerdos y pollos. Con respecto al ganado lechero, previene la fragilidad ósea y la anemia.
Es efectivo para combatir la podredumbre del pie (pododermatitis infecciosa) en ovinos y bovinos. Actúa como bactericida (o “bacteriastat” en inglés) efectivo, y se lo pone como tal en conjunto con los baños antiparasitarios para ovejas (“sheep dips” en inglés). Finalmente, previene la propagación de erisipelas porcinas y diarrea en terneros.

##### Para la deficiencia de cobre en animales
Un método para corregir la deficiencia de cobre en el ganado es tratar el suelo en el que pastan los animales. Por ejemplo, en Australia y Nueva Zelanda se previene el retroceso en los corderos mediante el aderezo de pastos deficientes en cobre con 5 a 10 kg de sulfato de cobre por hectárea algún tiempo antes de que comience el parto.
Otros métodos incluyen empapar periódicamente con una solución de sulfato de cobre; incorporar sulfato de cobre en sal y otras sustancias de lamer para animales; o por el que probablemente sea el método más general, incorporando sulfato de cobre junto con otros minerales y vitaminas en forma de suplementos cuidadosamente mezclados en los piensos.

##### Estimulación del crecimiento de cerdos y pollos de engorde
La inclusión de hasta un 0,1% de sulfato de cobre en la dieta de los cerdos para hacer tocino y otros productos porcinos, y en los pollos de engorde, estimula el apetito y produce una mayor tasa de crecimiento con una marcada mejora en la conversión alimenticia.

##### Para la gotera esofágica
La gotera esofágica o surco reticular es una estructura anatómica presente en los rumiantes lactantes. Esta estructura les permite que el calostro y la leche pasen directamente al abomaso, sin caer en el retículo y el rumen, evitando fermentaciones indeseadas. En la edad adulta también es posible estimular este reflejo administrando ciertas sustancias. En el ganado vacuno son más eficaces las sales de sodio para estimular el cierre de la gotera, mientras que en las ovejas el sulfato de cobre es más efectivo. El cierre de la gotera esofágica y paso de un líquido con contraste desde el esófago distal al orificio retículo-omasal y abomaso se observó en 5 de 10 animales estimulados con sulfato de cobre.

#### Control de deficiencias en suelos
El sulfato de cobre corrige la deficiencia de cobre en suelos.
Por lo general se considera que los suelos son deficientes en cobre si contienen menos de dos partes por millón de cobre disponible en el contexto de la sanidad vegetal, aunque la deficiencia puede ser evidente a partir de las cinco partes por millón. El uso creciente de fertilizantes químicos que contienen poco o nada de cobre de alguna forma arruina los niveles de cobre de los suelos y crea una deficiencia del elemento en las plantas y, a través de ellas, en los animales.
Actualmente se añaden compuestos de cobre, como el sulfato de cobre, para corregir estas deficiencias, ya sea directamente o en combinación con fertilizantes, en especial los que son ricos en nitrógeno y fósforo. Los animales que pastan en pastos deficientes en cobre o que obtienen una cantidad inadecuada de cobre a través de su dieta normal se beneficiarán de los suplementos minerales que contienen cobre.
Cuando la deficiencia de cobre se ha confirmado mediante análisis de suelo o diagnóstico de campo, ya sea en plantas o animales, se puede corregir de manera muy simple aplicando 50 kg de sulfato de cobre por hectárea en forma de fertilizante antes de la siembra o rociando el follaje de las plantas de cereales jóvenes, cuando tengan unos 150 mm de altura, con 750 gramos de sulfato de cobre (disuelto en 400 a 2.000 litros de agua) por hectárea.
La aplicación al suelo generalmente ha dado mejores resultados y tiene la ventaja de que puede tener un efecto residual durante más de diez años. La aplicación foliar debe realizarse anualmente a cada cultivo. Una alternativa es agregar una escoria que contenga cobre (normalmente alrededor del 1% al 2% de cobre) a razón de una tonelada por hectárea.

### Uso en medicina
En medicina se lo usa como antídoto para el fósforo, además de usarse en las deficiencias anémicas. Con él también se pueden realizar preparados medicinales como el agua de alibour. También puede ser utilizado como micronutriente mineral y catalizador cúprico en la producción de productos farmacéuticos como agentes antimicrobianos.
El sulfato de cobre se utiliza para detectar la anemia. Esto se hace al analizar la sangre dejándola caer en una solución de sulfato de cobre de gravedad específica conocida: la sangre que contiene suficiente hemoglobina se hunde rápidamente debido a su densidad, mientras que la sangre que no se hunde o se hunde lentamente tiene una cantidad insuficiente de hemoglobina.
El sulfato de cobre previene el hongo del pie de atleta en las piscinas. Esto se logra al mezclar el hormigón con el compuesto. El hormigón adquiere una propiedad antiséptica para matar el hongo, y por lo general se usa este tipo de hormigón en los baños públicos de las piscinas. También combate la malaria al usarlo como precursor del verde de París, que controla las larvas de mosquitos transmisores de la malaria.
Desde siempre se ha atribuido al cobre propiedades curativas contra ciertas enfermedades, por ejemplo, en la antigua Grecia se lo usaba para tratar dolencias pulmonares. El sulfato de cobre no ha demostrado tener efectos beneficiosos en la salud, e incluso es tóxico. Sin embargo, sigue siendo muy apreciado por algunos habitantes de África y Asia para curar llagas y enfermedades de la piel. En Occidente se usa ampliamente en alimentos para bebés y en tónicos y píldoras minerales y vitamínicas.

### Uso en el tratamiento de aguas, potabilización y acuariofilia

#### Potabilización de agua
El sulfato de cobre se usa en las piscinas para matar las poblaciones de algas, de modo que es un alguicida. No solo en piscinas, también en los estanques agrícolas, donde las algas verdes filamentosas pueden llegar a ser un problema serio.
También evita la propagación del pie de atleta en las piscinas. Esto se logra al mezclar el hormigón con el compuesto. El hormigón adquiere una propiedad antiséptica para matar el hongo, y por lo general se usa este tipo de hormigón en los baños públicos de las piscinas.
Hablando de las aguas en general, además de alguicida/fungicida también es bactericida. Aplicado en cantidades adecuadas no hace demasiado daño a los peces (en teoría). Por ejemplo, un diez milésimo de esta sal es suficiente para destruir la mayor parte de los gérmenes esporulados como el colibacilo, cantidad totalmente inofensiva para los peces.

#### Acuariofilia
Se utiliza igualmente como alguicida. Además, es antibacteriano y antifúngico. También funciona como un gran medicamento la mayoría de los peces, de agua dulce o salada. Además, elimina los caracoles de los acuarios y los mejillones cebra de las tuberías de agua.
Es importante no abusar del sulfato de cobre, ya que este es muy tóxico para los ambientes (en especial acuáticos) y para sus comunidades biológicas. Por ejemplo, se ha demostrado que los baños terapéuticos con sulfato de cobre durante 10, 20, 30 y 60 min resultaron estresantes para la carpa herbívora Ctenopharyngodon idella (Valenciennes, 1844), con un deterioro mayor en los peces de menor tamaño.
El sulfato de cobre actúa sobre los protozoos externos, como los llamados “ichs”. Un ejemplo de estos es el ciliado Cryptocaryon irritans (ich de agua salada). También actúa sobre Oodinium (enfermedad de la piel de terciopelo en los peces) y los crustáceos parásitos Argulus.  También funciona como un gran tratamiento preventivo para la mayoría de los peces, de agua dulce o salada. Solía ser efectivo contra el platelminto Dactylogyrus (causante del “Gill Flukes”), pero este ya se ha vuelto resistente al sulfato de cobre.

##### Aplicación y eliminación correcta del sulfato de cobre en acuarios
Aunque el sulfato de cobre es seguro en las partes por millón correctas, no se puede usar definitivamente en tiburones de agua salada, invertebrados ni tanques de arrecife. Es recomendable disponer de un detector de niveles de cobre al aplicar la sustancia. Sin embargo, hay que tener cuidado con esto al aplicar sulfato de cobre para matar algas. Cuando se dosifica el tanque, las lecturas de cobre desaparecerán, porque las algas lo absorberán todo. Luego, las algas mueren y liberan todo el cobre nuevamente en el agua.
En cualquier caso, para realizar una solución de tratamiento se mezclan 21 gramos de sulfato de cobre con 21 gramos de cristales de ácido cítrico en 1 pinta de agua destilada. Luego se procede a agitar bien. Se debe usar 1 gota por cada galón de agua del acuario, equivalente a 0,15ppm.  El ácido cítrico secuestra la solución de sulfato de cobre para hacerla estable, dado que el cobre no se disuelve fácilmente en el agua.  Así, el ácido cítrico ayuda a que se disuelva completamente y evita que los niveles de cobre aumenten.
Los niveles seguros de solución de sulfato de cobre están entre los 0,15ppm y los 0,20ppm. Concentraciones más altas pueden dañar los tejidos de los peces y causarles llagas rojas en los costados.
Es erróneo pensar que se puede eliminar el sobrante de cobre del agua con carbón activado.  Sólo se lo puede eliminar cambiando el agua o utilizando E.D.T.A. (ácido etilendiaminotetraacético) para quelarlo del agua.

### Usos en minería y metalurgia

#### Industria metalúrgica
El sulfato de cobre se puede usar como solución para baños y recubrimientos galvanizados (recubrimientos de cobre ácido por electrodeposición), en la producción de circuitos impresos de cobre (baterías eléctricas) y en la obtención de cátodos de cobre. Deja un acabado azul-negro sobre el acero.

#### Minería
Se usa en el proceso de flotación para separación de plomo, zinc y cobalto en las menas, por ejemplo en la blenda de zinc. Es muy utilizado en los procesos metalúrgicos como activador de sulfuros de zinc, hierro, cobalto y níquel, esto debido al reemplazo iónico del cobre por el zinc.

### Uso químico
El sulfato de cobre es un importante catalizador. Purifica los gases al eliminar contaminantes como el cloruro de hidrógeno o el sulfuro de hidrógeno. Es un promotor de precipitación en soluciones purificadoras de sulfato de zinc. Permite la precipitación de alcaloides como sales dobles de extractos brutos.
Es precursor y fuente de otros compuestos de cobre como: silicato de carbonato de cobre, arsenito de cobre, acetoarsenito de cobre, resinato de cobre, estearato de cobre, tartrato de cobre, oleato de cobre, naftenato de cobre, cromato de cobre, clorato de cobre, alginato de cobre, fluoruro de cobre, hidróxido de cobre, óxido cuproso, cloruro de cobre, cianuro de cobre y compuestos de cupramonio.

#### Como reactivo analítico
Varias pruebas químicas utilizan sulfato de cobre. Por ejemplo, se emplea en la solución de Fehling y la solución de Benedict para analizar los azúcares reductores, lo que reduce el sulfato de cobre (II) (azul soluble) a óxido de cobre (I) (rojo insoluble). El sulfato de cobre (II) también se utiliza en el reactivo de Biuret para analizar las proteínas.
En el ensayo a la llama los iones de cobre emiten una luz azul-verde intensa, mucho más que el del bario, de 5790 a 5850 Å. En todo caso, la intensidad del tono verde será mayor y más duradera si hay halógenos. Caso contrario, el verde es poco intenso, poco duradero o incluso no da color verde.

#### Para síntesis orgánica
El sulfato de cobre se emplea a un nivel limitado en la síntesis orgánica. La sal anhidra se utiliza como agente deshidratante para formar y manipular grupos acetal. La sal hidratada se puede mezclar íntimamente con permanganato de potasio para crear un oxidante usado posteriormente en la conversión de alcoholes primarios. Al parecer esta mezcla es más efectiva que otros oxidantes.

#### En la producción de rayón
La reacción con hidróxido de amonio da lugar al sulfato de tetraamino-cobre (II) o reactivo de Schweizer, que se utilizaba para disolver la celulosa en la producción industrial de rayón. [cita requerida]

#### En la espectroscopía de absorción visible y ultravioleta. Ley de Beer-Lambert

##### Contexto matemático
Los átomos, las moléculas neutras y los iones (simples o asociados) pueden existir en varios estados electrónicos posibles; esto constituye la base de la espectroscopía de absorción en el visible y en el ultravioleta. Las transiciones entre estos estados energéticos se producen por la absorción de cuantos de energía discretos ΔE, que se encuentran relacionados por la frecuencia "v" de la luz absorbida por la relación bien conocida:
{\displaystyle \Delta E=h\cdot \nu }
Siendo "h" la constante de Planck. Cuando se pasa luz a través de una disolución eletrolítica, se produce una absorción de las frecuencias características que corresponden a las transiciones electrónicas de las especies presentes en la disolución. Como consecuencia de la absorción, la intensidad de la luz transmitida con la frecuencia correspondiente a la absorción es menor que la de la luz incidente; la disminución de intensidad para una longitud de onda particular viene expresada por una relación exponencial conocida como ley de Beer-Lambert: 
{\displaystyle I=I_{0}\cdot e^{-\epsilon \cdot c\cdot l}}
En donde "I0" e "I" son las intensidades de la luz transmitida y de la luz incidente, "ε" una constante característica de la especie absorbente y llamada absorbancia molar, "l" la longitud de la sustancia (por ejemplo de la disolución electrolítica), a través de la que pasa la luz y "c" la concentración de las moléculas absorbentes.

##### Ley de Beer-Lambert y relación con el sulfato de cobre
Bjerrum hizo un estudio histórico de la ley de Beer-Lambert, al estudiar el espectro de absorción de las disoluciones diluidas de sulfato de cobre, encontrando que la absorción molar era independiente de la concentración.
Bjerrum llegó a la conclusión de que las únicas especies presentes en las disoluciones diluidas de sulfato de cobre eran los iones libres no asociados, cobre y sulfato y no, como se creía en su época, moléculas no disociadas de sulfato de cobre que se disociaban en iones en una extensión dependiente de la concentración. Si la disolución hubiera contenido moléculas no disociables, la absorbancia molar de la disolución de sulfato de cobre habría dependido de la concentración.
En años recientes se ha encontrado que la absorbancia molar de las disoluciones concentradas de sulfato de cobre presenta una ligera dependencia de la concentración. Esta dependencia de la concentración ha sido atribuida a la formación de pares de iones como consecuencia de la actuación de fuerzas coulombianas entre los iones cobre y sulfato. Esto suena irónico, ya que el concepto de Bjerrum de los pares iónicos se usó así para contradecir la idea de Bjerrum de que en una disolución de sulfato de cobre solamente existían iones libres.
Sin embargo, existe una diferencia fundamental entre la idea errónea de cobre de que un cristal de sulfato de cobre se disuelve dando moléculas de sulfato de cobre, que después de disocian en iones libres, y el punto de vista moderno de que los iones de un cristal iónico pasan a la disolución en forma de iones libres solvatados, los cuales, en determinadas condiciones, se asocian en pares de iones.
En cualquier caso, el método de la espectroscopía de absorción visible y en el UV es óptimo cuando los espectros de absorción de los iones libres y asociados son muy diferentes y conocidos. En caso de que no sea posible aislar químicamente los iones asociados y estudiar sus espectros, el tipo de absorción por los iones asociados ha de atribuirse a transiciones electrónicas que sean conocidas de otros sistemas bien estudiados. Por ejemplo, puede tratarse de una transferencia electrónica sobre el ion desde el ambiente inmediato al mismo (espectros de transferencia de carga), es decir, de entidades que están asociadas con el ion, o transiciones entre nuevos sistemas electrónicos producidas bajo la influencia del campo electrostático de las especies asociadas con el ion (desdoblamiento por el campo cristalino). Por tanto, las características de absorción de una especie están sometidas a influencia del medio en que se encuentra y estas influencias reducen la falta de ambigüedad según la cual los espectros son característicos de las especies más del ambiente. En esto radica una de las desventajas de la técnica de la espectroscopía de absorción en el visible y en el UV.

### Usos en petróleo, carbón, caucho sintético, plásticos y adhesivos

#### Petróleo
Para la preparación de catalizadores utilizados en el craqueo de ciertos tipos de petróleo líquido y gaseoso, además de para las fracciones del petróleo.
Se usa para crear cloruro cuproso, usado en la purificación de butadieno y en la separación de derivados de acetileno. El sulfato de cobre purifica aceites de petróleo.

#### Caucho sintético
Se emplea para fabricar catalizadores usados en la cloración del látex del caucho.

#### Adhesivos
Es un conservante de la caseína y otras colas. Es un aditivo insecticida para pastas y colas para encuadernación de libros, y un aditivo de resistencia al agua para pegamentos animales o de silicato.

#### Carbón
El sulfato de cobre es un activador en el proceso de fabricación del carbón activado.
Además, mejora las cualidades de combustión del coque, un combustible formado a partir de la destilación del carbón bituminoso.

### Usos en la construcción
Se utiliza como aditivo del hormigón para aportar resistencia al agua, cualidades desinfectantes y como colorante. El hormigón que contiene sulfato de cobre se usa en las piscinas con fines antisépticos. El sulfato de cobre también modifica el fraguado del hormigón, retardándolo.
El sulfato de cobre aporta protección contra líquenes, mohos y crecimientos similares en techos de fibrocemento y otros materiales de construcción. Controla el crecimiento de raíces de árboles en alcantarillas.
Además, actúa como conservante de la madera, así como para preparar otros conservantes para madera. Ejemplos son los naftenatos de cobre a base de aceite y cobre/cromo/arsénico a base de agua para la prevención de la carcoma y pudrición en la madera.
La podredumbre seca de la madera por hongos se combate al añadir sulfato de cobre al yeso.

### Usos en diseño, decoración, artes, pinturas/pigmentos y otros estilos artísticos

#### Pinturas y pigmentos
El sulfato de cobre es materia prima para la fabricación de naftenato de cobre y otros compuestos de cobre para su uso en pinturas antiincrustantes. Sirve además para preparar ciertos secadores de barnices o pinturas, p.ej. oleato de cobre o estearato de cobre.
También se emplea en la preparación de ciertos pigmentos como el cromato de cobre, ferrocianuro de cobre o ftalocianina de cobre.

#### Colorantes artificiales y alimentarios
El sulfato de cobre es un reactivo en la preparación de colorantes intermedios, y es catalizador o materia prima para la preparación de catalizadores de cobre, p. Ej., preparación de fenoles a partir de compuestos diazo o preparación de colorantes de ftalocianina.
Colorea el vidrio, cemento y yeso, así como artículos cerámicos. Altera los colores metálicos, por ejemplo, al oscurecer el zinc, o al colorear el aluminio.
En lo que respecta a colorantes alimentarios, se emplea en la clorofila (E140i) como colorante para alimentos.

#### Arte
El sulfato de cobre puede utilizarse como ingrediente colorante en obras de arte, especialmente en vidrios y cerámicas. En 2008, el artista Roger Hiorns llenó un piso municipal abandonado e impermeabilizado en Londres con 75.000 litros de solución de sulfato de cobre. La solución se dejó cristalizar durante varias semanas antes de vaciar el piso, dejando paredes, suelos y techos cubiertos de cristales. La obra se titula Seizure, y se expone desde 2011 en el Yorkshire Sculpture Park.

#### Grabado
El sulfato de cobre se utiliza para grabar planchas de zinc o cobre para el grabado calcográfico. También se utiliza para grabar diseños en el cobre para la joyería, como para el champlevé.

#### Tintorería
El sulfato de cobre puede utilizarse como mordiente en la tintura vegetal. Suele resaltar los tonos verdes de los tintes específicos. También actúa como un ingrediente de la tinta para marcar ropa. Denominado Ferrete.

#### Teñido
Se usa en tintes para cabello como ingrediente, estos tintes suelen ser de tipo fenilendiamina o pirogalol.  

### Uso en electrónica
A menudo se utiliza una solución acuosa de sulfato de cobre como elemento resistivo en las resistencias líquidas. También se usa como electrolito en: el refinamiento, patinación y electroformado con cobre, en la fabricación de polvo de cobre, en el chapado de aluminio y en la anodización. Participa en la fabricación electrolítica de compuestos cuprosos como el óxido cuproso.
Se lo usa además para revestir alambres de acero con cobre, antes del trefilado. También se usa en el decapado del alambre de cobre antes de esmaltar. El sulfato de cobre proporciona una superficie adecuada para marcar (marking out) el hierro y el acero.
Es usado para tratar las escobillas (a veces llamados “carbón brushes” en inglés).

#### Galvanoplastia
La galvanoplastia es un proceso por el cual puede electropositarse (cubrir una superficie) una delgada capa de cualquier metal sobre otro material, por ejemplo, el cobre sobre el hierro. Para este caso, el electrolito usado es el sulfato de cobre, que se ioniza en un catión cobre (Cu2+) con dos cargas positivas, y un anión sulfato (SO42-), con dos cargas negativas.
Los iones cobre son atraídos por la placa de hierro, donde extraen dos electrones y se adhieren a la placa de hierro como átomos de cobre. Los iones sulfato por su parte se mueven hacia la placa de cobre donde reaccionan químicamente con el cobre para crear más sulfato de cobre, volviendo a la solución. La reacción que crea el sulfato de cobre deja dos electrones en la placa de cobre. Estos dos electrones salen por el hilo de conexión a la placa de cobre.
Este ejemplo de galvanoplastia está equilibrado siempre. Por cada dos electrones que entran en la placa de hierro negativa, dos electrones más abandonan la placa de cobre positiva. Este tipo de equilibrio está presente en todos los dispositivos eléctricos que conducen corriente.

#### Determinación en muestras de la resistividad de las rocas
Normalmente realizado en laboratorio, las muestras deben reflejar en el mayor grado posible el estado normal de la roca (mineral) en sus condiciones reales en el terreno. Las dimensiones de la muestra deben ser lo suficientemente grandes para que las pequeñas inclusiones heterogéneas (guijos, nódulos, vetas, etc.) no influyan mucho en los resultados de las mediciones. Las mediciones deben realizarse en el mayor número posible de muestras y a continuación construir construir con ellas la curva de variación.
Entre los diversos métodos de medición de la resistividad en muestras, el más simple es el basado en la aplicación del dispositivo tetraelectródico.
En una parte plana de la superficie de la muestra se dispone un dispositivo tetraelectródico AMNB. Los electrodos se separan de la siguiente forma: en los puntos adecuados de la superficie de la muestra se aplican unas gotas de un preparado de agar-agar o gelatina fundido en una solución de sulfato de cobre. En dichas gotas se introducen los extremos de los conductores de cobre que van a la fuente de corriente y a los instrumentos de medición. El diámetro de la gota no debería exceder de 0.1 a 0.2 veces la distancia entre electrodos contiguos. Las medidas lineales de la muestra no deben ser menores de 2 a 3 veces la distancia entre los electrodos A y B.

### Uso en textiles y cuero

#### Textiles.
El sulfato de cobre es precursor de otros compuestos de cobre para lonas anti-putrefacción y otras telas, como las usadas en los sacos de arena resistentes a la putrefacción.
Usado como mordiente, especialmente en la impresión de calicó. Empleado en el proceso de cupramonio para la producción de rayón. Para crear colores diazo y negro anilina para teñir. Es además un catalizador en la fabricación de éteres de celulosa y en acetilación de celulosa.
Igualmente se usa para aumentar la solidez de los tintes en un proceso conocido como “After Coppering”.

#### Industria del cuero.
Se le usa como mordiente a la hora de teñir el cuero. Es un reactivo en el proceso de curtido.

### Uso pirotécnico
El sulfato de cobre también se utiliza en la fabricación de fuegos artificiales como agente colorante azul-verde. El color azul en los fuegos artificiales suele arruinarse por encima de los 1200 °C debido a su descomposición, por lo que hay que llevar al cobre a una temperatura lo suficientemente alta para excitar los electrones, pero lo bastante baja para mantener la disociación al mínimo.
El sulfato de cobre de hecho ha sido un compuesto usado con más frecuencia en la antigüedad para la pirotecnia. Tiende a oxidarse y producir ácido sulfúrico. Se debe tener cuidado al mezclarlos con cloratos: obligatorio usar pantallas separadas. Las estrellas o mezclas de fuegos artificiales no deben almacenarse, sino usarse inmediatamente. Se puede usar de manera segura con perclorato de potasio, pero las estrellas de fuegos artificiales hechas con esto pueden ser difíciles de iluminar. El sulfato de cobre descompone los cloratos.
Las sales de cobre en general, y el perclorato de amonio, son buenas opciones para crear mejores fuegos artificiales azules. Sin embargo, el sulfato de cobre no es la sal de cobre más segura para este propósito, por las razones detalladas en el párrafo anterior. Este puesto lo tiene el carbonato de cobre. Sea cual sea el compuesto de cobre usado, se debe tener cuidado de no agregar metales finamente divididos (tales como magnesio o aluminio) a tales composiciones. Por ejemplo, la corrosión del polvo de aluminio se acelera con la presencia de cobre o mercurio. Además, siempre es mejor usar agua destilada para tales composiciones de estrellas de fuegos artificiales cuando se agrega agua como solvente.

### Uso didáctico
Debido a su fácil disponibilidad comercial, también suele ser empleado como material de experimentación didáctico, en especial para recrear el proceso de cristalización a partir del polvo de este compuesto.

### Otros usos

#### Como repelente.
El sulfato de cobre ahuyenta una gran variedad de alimañas y parásitos. Un ejemplo de uso con este fin consiste en aplicar una solución en las cortezas de los árboles para alejar los conejos.

#### Como molusquicida (plaguicida para moluscos)
Menos de una parte de cobre por millón de partes de agua puede controlar los caracoles acuáticos transmisores de enfermedades. Así, el sulfato de cobre se utiliza como molusquicida para matar babosas y caracoles, ya que estos albergan el parásito Schistosoma  (antiguamente Bilharzia), causante de la esquistosomiasis, en los países tropicales. También es útil contra la fascioliasis o el parásito hepático de los animales tanto en climas tropicales como templados.
Todos los hábitats donde es probable que existan caracoles con esquistosomas deben tratarse con sulfato de cobre a razón de 25 kg por hectárea al menos dos veces al año en junio y agosto (hemisferio norte) o diciembre y febrero (hemisferio sur).

#### Imprenta
Es un aditivo de las pastas de encuadernación de libros y de las colas para proteger el papel de las picaduras de insectos. Es además un ingrediente en las tintas de impresión.

#### Conservante/preservante
Como preservante de postes y construcciones de madera.
Igualmente conserva las cajas de fruta de madera, las cestas de plantación y otros recipientes de ese estilo, redes de pesca y cueros para redes de arrastre. Conservante de colas y pegamentos. También se usa para conservar la pulpa de madera.
También es un ingrediente de soluciones que conservan las muestras de plantas en sus colores naturales. Otro uso es el de impregnarlo en papel envolvente de frutas, y así evitar su pudrición durante su almacenamiento.

## Seguridad

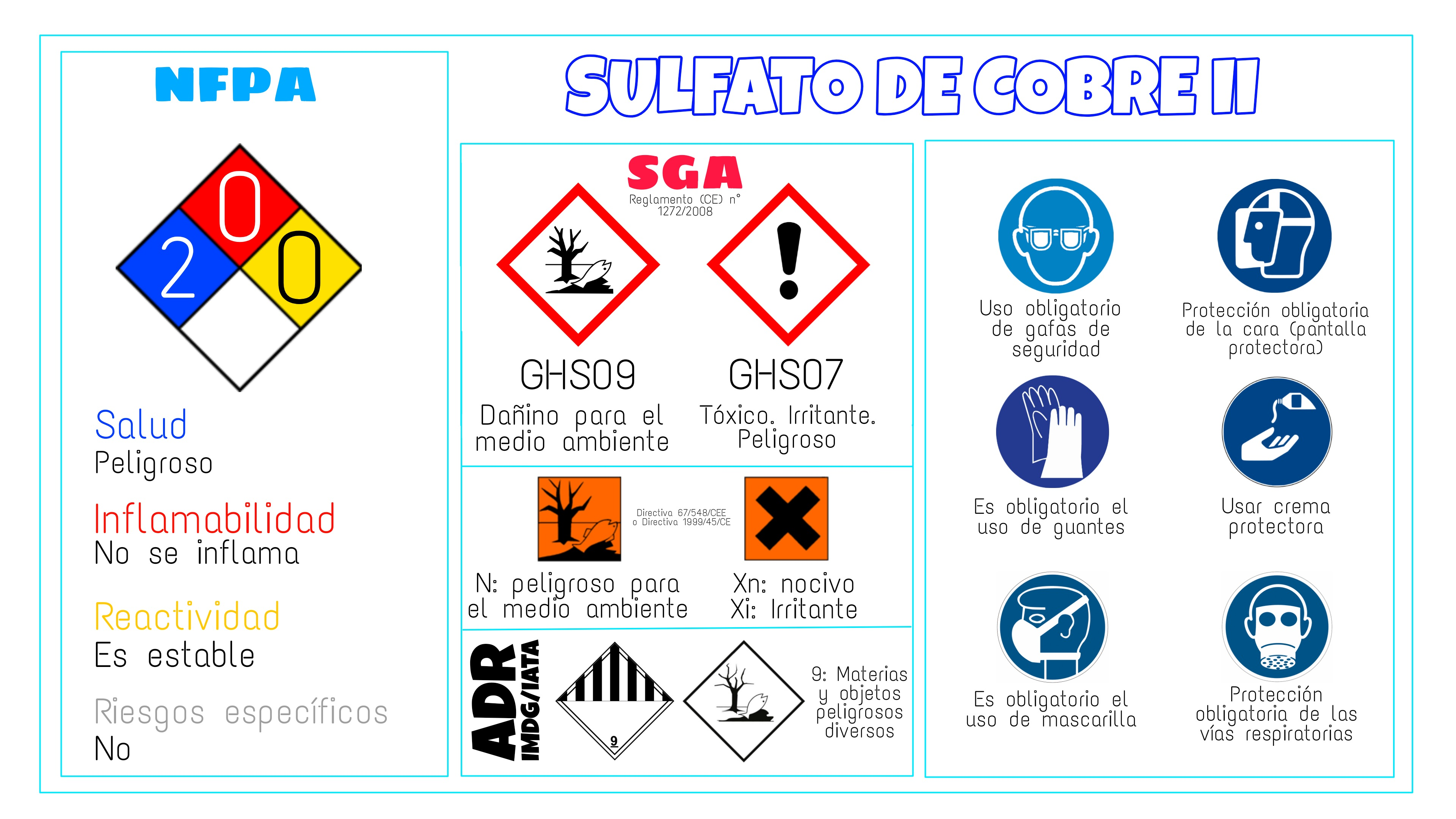
Etiqueta de seguridad del sulfato de cobre(II) pentahidratado. Riesgos y precauciones.

- Piel: el sulfato de cobre es irritante en contacto prolongado con la piel, puede causar enrojecimiento, dolor, picazón o eczema.[56] En este caso lavar la zona afectada con agua abundante.

- Ojos: irrita los ojos, los enrojece, visión borrosa[57] y conjuntivitis, inflamación del revestimiento del párpado, ulceración y opacidad de la córnea.[58]  En contacto con los ojos lavar como mínimo durante 15 minutos.

- Inhalación: causa tos y dolor de garganta, puede dañar los pulmones.[10][57][59] En caso de inhalación accidental, llevar a la persona afectada a un espacio libre, donde pueda proporcionársele aire fresco, administrar RCP, si se requiere.

- Ingestión: tóxico por ingestión.[60] En general, causa dolor abdominal, sensación de quemazón, diarrea, náuseas, vómitos e incluso shock o colapso.[57] Dar a beber uno o dos vasos de agua, enjuagar la boca y no inducir el vómito.[61]

Según los estudios, la dosis más baja de sulfato de cobre que tuvo un efecto tóxico en los seres humanos es de 11 mg/kg. Debido a su efecto irritante en el tracto gastrointestinal, el vómito se inicia automáticamente en caso de ingestión de sulfato de cobre. Sin embargo, si el sulfato de cobre queda retenido en el estómago, los síntomas pueden ser graves. Tras la ingestión de 1 a 12 gramos de sulfato de cobre, pueden aparecer signos de envenenamiento como sabor metálico en la boca, dolor ardiente en el pecho, náuseas, diarrea, vómitos, dolor de cabeza e interrupción de la micción, lo que conlleva el amarilleamiento de la piel. En casos graves, también pueden producirse lesiones en el cerebro, el estómago, el hígado o los riñones.
En todos los casos buscar asistencia médica. No se debe de tener al alcance de los niños. Se debe evitar la dispersión del polvo. El sulfato de cobre es muy soluble en agua y, por tanto, es fácil de distribuir en el medio ambiente. El cobre presente en el suelo puede proceder de la industria, de los vehículos de motor y de los materiales arquitectónicos.
Según los estudios [cita requerida], el sulfato de cobre existe principalmente en la superficie del suelo y tiende a unirse a la materia orgánica. Cuanto más ácido es el suelo, menos se une. A altas temperaturas, entre los 150 y 560 °C, emite gases y productos peligrosos, principalmente óxidos de cobre y azufre.

### Identificación de los peligros (SFGA, NFPA)

#### Clasificación según el reglamento (CE) N° 1272/2008 (CLP)
| Clasificación según SGA |                                                             |                              |                       |
| Sección                 | Clase de peligro                                            | Clase y categoría de peligro | Indicación de peligro |
| 3.10                    | toxicidad aguda (oral)                                      | (Acute Tox. 4)               | H302                  |
| 3.2                     | corrosión o irritación cutáneas                             | (Skin Irrit. 2)              | H315                  |
| 3.3                     | lesiones oculares graves o irritación ocular                | (Eye Irrit. 2)               | H319                  |
| 4.1A                    | peligroso para el medio ambiente acuático - peligro agudo   | (Aquatic Acute 1)            | H400                  |
| 4.1C                    | peligroso para el medio ambiente acuático - peligro crónico | (Aquatic Chronic 1)          | H410                  |

#### Pictogramas SGA según el Reglamento (CE) N° 1272/2008 (CLP)[10]
Palabra de advertencia: Atención.
| GHS07 |
| GHS09 |

#### Indicaciones de peligro (Frases H según CE 1272/2008)
- H302. Nocivo en caso de ingestión.[10]
- H315. Provoca irritación cutánea.[10]
- H319. Provoca irritación ocular grave.[10]
- H400. Peligroso para el medio ambiente acuático.[66]
- H410. Muy tóxico para los organismos acuáticos, con efectos nocivos duraderos.[10]

#### Consejos de prudencia (frases P)
Consejos de prudencia – prevención. 
- P273. Evitar su liberación al medio ambiente.[10]
- P280. Llevar guantes/prendas/gafas/máscara de protección.[67]

Consejos de prudencia – respuesta.
- P301 + P330 + P331 - EN CASO DE INGESTIÓN: Enjuagarse la boca. NO provocar el vómito.[10]

- P302 + P352. EN CASO DE CONTACTO CON LA PIEL: Lavar con abundante agua.[67]
- P305 + P351 + P338. EN CASO DE CONTACTO CON LOS OJOS: Enjuagar con agua cuidadosamente durante varios minutos. Quitar las lentes de contacto cuando estén presentes y pueda hacerse con facilidad. Proseguir con el lavado.[10]
- P312. Llamar a un CENTRO DE INFORMACION TOXICOLOGICA o a un médico en caso de malestar.[67]

#### Frases R y S (riesgo y seguridad) según CE 67/548
| Frases R (Riesgo) | Frases R (Riesgo)                                                      | Frases S (Seguridad) | Frases S (Seguridad)                                                                              |
| R22               | Peligroso si es ingerido.                                              | S22                  | No respirar el polvo.                                                                             |
| R36               | Irrita los ojos.                                                       | S24                  | Evite el contacto con la piel.                                                                    |
| R38               | Irrita la piel.                                                        | S25                  | Evite el contacto con los ojos.                                                                   |
| R50               | Evítese la exposición. Atender instrucciones especiales antes del uso. | S26                  | En caso de contacto con los ojos, lávese inmediata y abundantemente con agua y acuda a un médico. |
| R50               | Evítese la exposición. Atender instrucciones especiales antes del uso. | S36/S37/S39          | Use indumentaria y guantes adecuados y protección para los ojos/la cara.                          |
| R50               | Evítese la exposición. Atender instrucciones especiales antes del uso. | S60                  | Eliminen el producto y/o recipiente como residuos peligrosos.                                     |
| R50               | Evítese la exposición. Atender instrucciones especiales antes del uso. | S61                  | Evite liberar al ambiente. Remítase a las instrucciones especiales de la HDS.                     |

#### WGK
WGK 3: altamente peligroso para el agua.

### Prevención de riesgos
Evitar ante todo la dispersión del polvo. Usar extracción localizada o protección respiratoria. Llevar guantes de protección de nitrilo. Utilizar pantalla facial o protección ocular en combinación con protección respiratoria. No comer, ni beber, ni fumar durante el trabajo. Lavarse las manos antes de comer.

### Primeros auxilios
- Notas generales: quitar las prendas contaminadas.[57]
- En caso de inhalación: transportar a la víctima al exterior y proporcionar aire limpio y fresco, además de reposo. Si no respira, realizar técnicas de respiración artificial. Si     aparece malestar o en caso de duda consultar a un médico.[67]
- En caso de contacto con la piel: aclararse la piel con agua abundante y/o ducharse durante al menos 15 minutos. Retirar la ropa contaminada, lavar inmediatamente con agua y jabón neutro.[59] En caso de irritaciones cutáneas, consultar a un dermatólogo.[67]
- En caso de contacto con los ojos: mantener separados los párpados y enjuagar con abundante agua limpia y fresca por lo menos durante 10 o 15 minutos (quitar las lentes de     contacto si puede hacerse con facilidad). También lavarse por debajo de los párpados. En caso de irritación ocular consultar al oculista.[67]
- En caso de ingestión: NO inducir el vómito. Dar a beber uno o dos vasos de agua (200-400ml).[59] Además, enjuáguese la boca con agua (solamente si la persona está consciente). Llamar a un médico.[57]

### Medidas de lucha contra incendio y explosión
De acuerdo al diamante NFPA, el sulfato de cobre no es inflamable. Esto no significa que no se pueda quemar. Dándose el caso, en caso de incendio se desprenden humos y gases tóxicos e irritantes. Para luchar contra el incendio, usar un medio de extinción adecuado. No permitir que la escorrentía resultante de la lucha contra el incendio se introduzca en desagües o cursos de agua. El sulfato de cobre se descompone a partir de 150 °C. A más de 400 °C, empieza a emitir gases irritantes como el óxido de cobre y el dióxido de azufre. El sulfato de cobre se acidifica cuando se disuelve en agua y puede reaccionar con magnesio para formar hidrógeno.
- Medios de extinción apropiados: coordinar las medidas de extinción con los alrededores agua pulverizada, espuma, polvo extinguidor seco, dióxido de carbono (CO₂).[10]
- Medios de extinción no apropiados: chorro de agua.[10]
- Peligros específicos derivados de la sustancia o la mezcla: no combustible.[10]
- Productos de combustión peligrosos. En caso de incendio pueden formarse: óxidos de azufre (SOx) y óxidos de cobre.[67]
- Recomendaciones para el personal de lucha contra incendio: no permitir que el agua de extinción alcance el desagüe. Luchar contra el incendio desde una distancia     razonable, tomando las precauciones habituales. Llevar un aparato de respiración autónomo[10] a demanda MSHA/NIOSH (aprobado o equivalente).[67]
- Información adicional: Mantener una distancia mínima de evacuación de 50 m. Trabajar siempre a favor del viento. Si es posible, alejar los contenedores del área afectada. Evitar respirar los vapores y humos. No derramar más agua de la necesaria para el control del fuego. Acumular separadamente el agua de extinción contaminada, al no poder ser vertida al alcantarillado general o a los desagües. Eliminar los restos del incendio y el agua de extinción contaminada respetando las legislaciones locales vigentes.[52]

### Medidas en caso de vertido accidental, derrames y fugas
- Precauciones personales, equipo de protección y procedimientos de emergencia para el personal que no forma parte de los servicios de emergencia: utilizar el equipo de protección individual obligatorio. Usar respirador con filtro para partículas adaptado a la concentración de la sustancia en aire. Evitar el contacto con la piel, los ojos y la ropa. No respirar el polvo.[61][10]
- Precauciones relativas al medio ambiente: mantener el producto alejado de los desagües y de las aguas superficiales y subterráneas. Retener y eliminar el agua de lavado     contaminada. No arrojar al sistema de alcantarillado. Evitar que el sulfato de cobre contamine el agua del subsuelo. Prevenir la penetración del producto en desagües. Debe avisarse a las autoridades locales si no se pueden contener vertidos importantes. No debe liberarse en el medio ambiente.[67][10]
- Métodos y material de contención y de limpieza:
  - Consejos sobre la manera de contener un vertido: cierre de desagües.[10]
  - Indicaciones adecuadas sobre la manera de limpiar un vertido: recoger mecánicamente. Barrer el sulfato de cobre derramado y colocarlo en recipientes tapados apropiados      para su eliminación.[57]
  - Otras indicaciones relativas a los vertidos y las fugas: Si fuera necesario, humedecer el polvo para evitar su dispersión.[57]

### Manipulación y almacenamiento seguro

#### Precauciones para una manipulación segura
- Medidas de prevención de incendios, así como las destinadas a impedir la formación de partículas en suspensión y polvo: eliminación de depósitos de polvo.
- Medidas de protección del medio ambiente: evitar su liberación al medio ambiente.
- Recomendaciones sobre medidas generales de higiene en el trabajo: lavar las manos antes de las pausas y al fin del trabajo. Manténgase lejos de alimentos, bebidas y piensos.

#### Condiciones de almacenamiento seguro, incluidas posibles incompatibilidades
El sulfato de cobre se debe mantener en su envase original, en un lugar fresco, seco, ventilado y lejos de la luz directa del sol, calor y materiales incompatibles como ácidos y bases para alimentos, bebidas y piensos. Se debe mantener fuera del alcance de los niños, animales y personal no autorizado,  en el caso de que se maneje dentro de una empresa o institución de investigación. De ser posible, almacenar el sulfato de cobre en una atmósfera inerte.
- Sustancias o mezclas incompatibles: observe el almacenamiento compatible de productos químicos.[10] Véase la sección de "Estabilidad y Reactividad".
- Requisitos de ventilación: utilización de ventilación local y general.[10]
- Diseño específico de locales o depósitos de almacenamiento: temperatura de almacenaje recomendada: 15 – 25 °C.[68][10]

### Vías de exposición y parámetros de control de exposición
El sulfato de cobre se puede absorber por inhalación del aerosol y por ingestión. Ante una exposición de corta duración, irrita gravemente los ojos y la piel. El aerosol irrita el tracto respiratorio. La ingestión podría afectar a la sangre, a los riñones y al hígado. Esto puede dar lugar a anemia hemolítica, alteración renal y alteración hepática.
En lo que respecta a la inhalación, la evaporación a 20 °C es despreciable; sin embargo, se puede alcanzar rápidamente una concentración nociva de partículas en el aire cuando se dispersa, especialmente si está en forma de polvo.
Ante las exposiciones prolongadas, la inhalación prolongada o repetida de aerosol puede afectar a los pulmones. La ingestión puede afectar al hígado.

#### Límites de exposición laboral.
En general, los valores límites de exposición ocupacional en el lugar de trabajo (ACGIH) por 8 horas según TWA son de:
- 0.2 mg/m3 (humo).[66]

- 1 mg/m3 (polvo).[66]

Según MAK: (fracción respirable): 0,01 mg/m3; categoría de limitación de pico: II(2); riesgo para el embarazo: grupo C.
| Componente                      | España                             |
| Sulfato de cobre pentahidratado | TWA / VLA-ED: 0,1 mg/m3 (8 horas). |
| Sulfato de cobre                | TWA / VLA-ED: 0,1 mg/m3 (8 horas). |

| Componente                      | Alemania                                                   | Finlandia                   |
| Sulfato de cobre pentahidratado | - TWA: 0,01 mg/m3 (8 Stunden). - MAK Höhepunkt: 0,02 mg/m3 | TWA: 0,02 mg/m3 8 tunteina. |
| Sulfato de cobre                | - TWA: 0,01 mg/m3 (8 Stunden). - MAK Höhepunkt: 0,02 mg/m3 | TWA: 0,02 mg/m3 8 tunteina. |

| Componente                      | Austria | Suiza                                                     |
| Sulfato de cobre pentahidratado | - MAK-KZW: 4 mg/m3 15 Minuten. - MAK-KZW: 0.4 mg/m3 15 Minuten. - MAK-TMW: 1 mg/m3 8 Stunden. - MAK-TMW: 0.1 mg/m3 8 Stunden. | - STEL: 0.2 mg/m3 15 Minuten. - TWA: 0.1 mg/m3 8 Stunden. |
| Sulfato de cobre                | - MAK-KZW: 4 mg/m3 15 Minuten. - MAK-KZW: 0.4 mg/m3 15 Minuten. - MAK-TMW: 1 mg/m3 8 Stunden. - MAK-TMW: 0.1 mg/m3 8 Stunden. | - STEL: 0.2 mg/m3 15 Minuten. - TWA: 0.1 mg/m3 8 Stunden. |

| Componente       | Rusia                                   |
| Sulfato de cobre | - TWA: 0.5 mg/m3 1239. - MAC: 1.5 mg/m3 |

#### Valores relativos a la salud humana
| Parámetro | Niveles umbrales  | Objetivo de protección, vía de exposición | Utilizado en           | Tiempo de exposición         |
| DNEL      | 1 mg/m³           | humana, por inhalación                    | trabajador (industria) | crónico - efectos sistémicos |
| DNEL      | 1 mg/m³           | humana, por inhalación                    | trabajador (industria) | crónico - efectos locales    |
| DNEL      | 137 mg/kg pc/ día | humana, cutánea                           | trabajador (industria) | crónico - efectos sistémicos |

Nota: Información obtenida de: 

#### Valores medioambientales
| Parámetro | Niveles umbrales | Compartimiento ambiental             | Tiempo de exposición        |
| PNEC      | 7,8 µg/l         | Agua dulce                           | corto plazo (ocasión única) |
| PNEC      | 5,2 µg/l         | Agua marina                          | corto plazo (ocasión única) |
| PNEC      | 230 µg/l         | depuradora de aguas residuales (STP) | corto plazo (ocasión única) |
| PNEC      | 87 mg/kg         | Sedimentos de agua dulce             | corto plazo (ocasión única) |
| PNEC      | 676 mg/kg        | Sedimentos marinos                   | corto plazo (ocasión única) |
| PNEC      | 65 mg/kg         | suelo                                | corto plazo (ocasión única) |

Nota: Información obtenida de: 

### Protección personal y controles de exposición
Asegurarse de que haya estaciones de lavado de ojos y duchas de seguridad cerca de la ubicación de la estación de trabajo. Asegurar una ventilación adecuada, especialmente en áreas confinadas. Siempre que sea posible, deberán adoptarse medidas técnicas de control tales como el aislamiento o confinamiento del proceso, la introducción de cambios en el proceso o los equipos para reducir al mínimo la liberación o el contacto, y el uso de sistemas de ventilación adecuadamente diseñados, dirigidas a controlar los materiales peligrosos en su fuente.
| Protección de los ojos/la cara         | Utilizar gafas de protección con protección a los costados. |
| Protección de la piel                  | Protección de las manos: úsense guantes adecuados. Adecuado es un guante de protección química probado según la norma EN 374. Para usos especiales se recomienda verificar con el proveedor de los guantes de protección, sobre la resistencia de éstos contra los productos químicos arriba mencionados. Los tiempos son valores aproximados de mediciones a 22 ° C y contacto permanente. El aumento de las temperaturas debido a las sustancias calentadas, el calor del cuerpo, etc. y la reducción del espesor efectivo de la capa por estiramiento puede llevar a una reducción considerable del tiempo de penetración. En caso de duda, póngase en contacto con el fabricante. Con un espesor de capa aproximadamente 1,5 veces mayor / menor, el tiempo de avance respectivo se duplica / se reduce a la mitad. Los datos se aplican solo a la sustancia pura. Cuando se transfieren a mezclas de sustancias, solo pueden considerarse como una guía. - Tipo de material: NBR (Goma de nitrilo), caucho natural, neopreno o PVC. - Espesor del material: >0,11 mm. - Tiempo de penetración del material con el que estén fabricados los guantes: >480 minutos (permeación: nivel 6). - Otras medidas de protección: hacer períodos de recuperación para la regeneración de la piel. Están recomendados los protectores de piel preventivos (cremas de protección/pomadas). |
| Protección de la piel                  | Protección general de la piel y el cuerpo: usar overall Tyvek con capucha. Usar un delantal impermeable, no cebo. Usar zapatos de seguridad, en caso de derrame usar botas impermeables. |
| Protección respiratoria                | Protección respiratoria es necesaria para: Formación de polvo. Filtro de partículas (EN 143). P2 (filtra al menos 94 % de las partículas atmosféricas, código de color: blanco). |
| Protección respiratoria                | A gran escala/uso de emergencia: Utilice un NIOSH / MSHA o la norma europea EN 136 respirador aprobado si los límites de exposición son excedidos o irritación u otros síntomas son experimentados. Tipo de filtro recomendado: Filtro contra partículas conforme a la norma EN 143. |
| Protección respiratoria                | Pequeña escala / uso en laboratorio: Utilice un NIOSH / MSHA o la norma europea EN 149:2001 respirador aprobado si los límites de exposición son excedidos o irritación u otros síntomas son experimentados. Recomendado media máscara: Partículas filtrar: EN149:2001 Al EPR se utiliza una prueba de ajuste de la máscara debe llevarse a cabo. |
| Controles de exposición medioambiental | Mantener el producto alejado de los desagües y de las aguas superficiales y subterráneas. |

### Estabilidad y reactividad
- Reactividad: el sulfato de cobre no es reactivo bajo condiciones ambientales normales.[10]
- Estabilidad química: estable bajo condiciones ambientales normales y en condiciones previsibles de temperatura y presión durante su almacenamiento y manipulación. Sólido     higroscópico.[10] Es eflorescente y en contacto con la humedad tiene tendencia a apelmazarse. Pierde agua lentamente a partir de 30 °C. Pérdida total de agua a 250 °C.[65] De todos modos, almacenar en un lugar seco y alejado de la luz solar directa. Sensible al calor y corrientes de aire.[59]
- Posibilidad de reacciones peligrosas. Reacciones fuertes con: acetileno (muy comburente) y lejía fuerte.[10]
- Condiciones que deben evitarse: conservar alejado del calor. La descomposición comienza a partir de temperaturas de entre 150 y 560 °C.[65][10] También se debe evitar conservar el sulfato de cobre en ambientes alcalinos, temperaturas elevadas y humedad.[65]
- Materiales incompatibles: la sustancia hará inflamable la hidroxilamina. Las soluciones ácidas pueden reaccionar con el magnesio para producir gas hidrógeno inflamable. Puede reaccionar con acetileno para formar acetiluros peligrosos.[65] No es compatible además con: agentes reductores, hidroxilo amina metálico, agua, polvos de metal, plaguicidas altamente alcalinos, fenvalerato, paratión, clorpirifos y diclorán.[59]
- Productos de descomposición peligrosos: Productos de combustión peligrosos: óxidos de azufre y óxidos de cobre, así como humos de cobre.[65]
- Polimerización: no ocurre.[65]

### Información toxicológica y síntomas por intoxicación

#### Parámetros toxicológicos (LD50 y otros)
| Parámetro | Vía de exposición        | Valor           | Especie |
| LD50      | Oral (anhidro)           | 481 a 482 mg/kg | Rata    |
| LD50      | Oral (pentahidratado)    | 960 mg/kg       | Rata    |
| LD50      | Cutánea                  | >2.000 mg/kg    | Rata    |
| LC50      | Inhalación               | > 2000 mg/L     | Rata    |
| LD50      | Cutánea (anhidro)        | > 1000 mg/kg    | Conejo  |
| LD50      | Cutánea (pentahidratado) | > 8 g/kg        | Conejo  |

Nota: información obtenida de: 

#### Efectos toxicológicos
- Provoca irritación cutánea.[10]
- Provoca irritación ocular grave.[10]
- No se clasifica como sensibilizante respiratorio o cutáneo.[10]
- Resumen de la evaluación de las propiedades CMR: no se clasifica como mutágeno en células germinales (según test de Ames),[52] carcinógeno ni tóxico para la reproducción.[10]
- No se clasifica como tóxico específico en determinados órganos (exposición única).[10]
- No se clasifica como tóxico específico en determinados órganos (exposición repetida). Sin     embargo, las personas con problemas en ojos, piel o pulmonares, pueden ser más susceptibles a los efectos de este producto.[52]
- No se clasifica como peligroso en caso de aspiración.[10]

#### Síntomas relacionados con las características físicas, químicas y toxicológicas
- En caso de ingestión: diarrea, vómitos, náuseas, dolor abdominal, sensación de quemazón, colapso circulatorio e incluso el shock.[57] Más exactamente, puede ocasionar gastroenteritis,[59] quemaduras dolorosas en la boca, el esófago y el estómago. Gastritis hemorrágica, náuseas, vómitos, dolor abdominal, sabor metálico y puede dar diarrea. Si el vómito no se produce de inmediato puede ocurrir envenenamiento sistémico por Cu.[65] Los síntomas sistémicos pueden incluir el daño capilar, visión borrosa,[59] dolor de cabeza, zumbido en los oídos,[59] sudor frío, pulso débil, daño renal y hepático, excitación de sistema nervioso central seguida de depresión, ictericia, convulsiones, efectos en la sangre, parálisis y coma. La muerte puede ocurrir por shock o insuficiencia renal. Las muertes se han producido como consecuencia de la ingestión de cantidades en gramos de sulfato de cobre.[65]

- En caso de contacto con los ojos: opacidad de la córnea, irritación, dolor, enrojecimiento y visión borrosa. Lagrimeo y posible ardor.[66] Categoría 2.[67]
- En caso de inhalación: después de inhalar polvo pueden irritarse las vías respiratorias, causando tos, dolor de garganta y dificultad para respirar. Puede resultar en la ulceración y perforación del tracto respiratorio. Los gases de cobre que desprende el producto a altas temperaturas pueden causar daño a los pulmones, además de síntomas similares a los del resfriado común, con escalofríos y congestión de la cabeza.[66][65]
- En caso de contacto con la piel: provoca irritación y corrosión cutánea, enrojecimiento y dolor. Puede presentarse ardor, quemazón e inflamación. Los mismos efectos aplican para las mucosas.[66] Categoría 2.[67]
- Síntomas por  envenenamiento: daño capilar, dolor de cabeza, sudor frío, pulso débil, daño en riñón e hígado, excitación del sistema nervioso central seguido de depresión, convulsiones, parálisis y coma. La muerte puede ocurrir por conmoción o falla renal.[52]
- Otros efectos: colapso circulatorio, descenso de presión sanguínea.[10]

#### Riesgos especiales
Puede liberar gases tóxicos a altas temperaturas. Sensible a la luz.

### Información ecológica
Es muy tóxico para los organismos acuáticos, con efectos nocivos duraderos. Puede provocar a largo plazo efectos negativos en el medio ambiente acuático.

#### Parámetros de toxicidad para distintos seres vivos
| Parámetro             | Valor         | Especie                                | Tiempo de exposición |
| LD50                  | 1551,96 mg/kg | Aves (codornices)                      | -                    |
| LC50                  | 193 µg/L      | Pez (general)                          | 96 horas.            |
| LC50 (pentahidratado) | 0.1-2.5 mg/L  | Trucha arcoíris (Onchorhynchus mykiss) | 96 horas.            |
| LC50 (anhidro)        | 0.1 mg/L      | Trucha arcoíris (Onchorhynchus mykiss) | 96 horas.            |
| LC50                  | < 1mg/L       | Goldfish                               | 96 horas.            |
| LC50                  | 7,4 mg/L      | Guppy (Poecilia reticulata)            | 96 horas.            |
| EC50 (pentahidratado) | 0.24 mg/L     | Pulga de agua (Daphnia)                | 48 horas.            |
| EC50 (anhidro)        | 0.024 mg/L    | Pulga de agua (Daphnia)                | 48 horas.            |
| LD50                  | > 100 g/abeja | Abeja                                  | -                    |
| LC50                  | > 1000 mg/L   | Gusano                                 | 14 días.             |
| LC50                  | < 1 mg/L      | Algas en general                       | 72 horas.            |
| EC50                  | 12,16 mg/L    | Algas verdes                           | 48 horas.            |

| Parámetro                      | Valor     | Microtox                   | Tiempo de exposición | Factor M               |
| EC50 (pentahidratado con Cu2+) | 0,25 mg/L | Photobacterium phosphoreum | 30 minutos           | 10 (Acute) 1 (Chronic) |
| EC50 (pentahidratado con Cu2+) | 1,3 mg/L  | Photobacterium phosphoreum | 5 minutos            | 10 (Acute) 1 (Chronic) |

La información de esta tabla ha sido obtenida de: 
Otras consideraciones
- No es irrititante cutáneo y mínimamente irritante ocular para el conejo según el método OECD 402 y OECD 405 respectivamente.[69]

- No es sensibilizante cutáneo para el cobayo según el método OECD 406.[69]

- Es mutagénico en Escherichia coli. No es mutagénico en Saccharomyces cerevisiae y Bacillus subtilis, de acuerdo al método OECD 471.[69]

#### Efectos en el medio ambiente
- Procesos de degradación: métodos para determinar la desintegración no se pueden aplicar para materiales inorgánicos. De todos modos, NO es degradable.[52]
- Persistencia: puede persistir en el ambiente.[67] Otras fuentes sostienen que no es así.[59]
- Degradación en la planta de tratamiento de aguas residuales: contiene sustancias nocivas para el entorno o no degradables en las estaciones de tratamiento de aguas residuales.[67]
- Potencial de bioacumulación: Puede tener cierto potencial de bioacumulación.[67]
- Movilidad en el suelo: fuertemente  absorbido por los suelos.[52] El producto es soluble en agua y puede propagarse en sistemas acuosos. Probablemente será móvil en el medio ambiente debido a su solubilidad en agua. Altamente móvil en suelos.[67] En cualquier caso, la movilidad del cobre depende del pH del suelo y/o agua. Alta acidez, mayor movilidad de iones de cobre.[59]
- Movilidad en el aire: las concentraciones de cobre en el aire son insignificantes debido a su baja presión de vapor.[59]
- Resultados de la valoración PBT y mPmB: de conformidad con el Anexo XIII del Reglamento REACH, las sustancias inorgánicas no requieren evaluación.[10][67]
- Información del alterador del sistema endocrino: este producto no contiene ningún alterador del sistema endocrino conocido o sospechoso de serlo.[67]
- Otros efectos adversos: no se dispone de datos.

### Sobre su eliminación
- Métodos para el tratamiento de residuos: elimínense el producto y su recipiente como residuos peligrosos. Eliminar el contenido/el recipiente de conformidad con la normativa local, regional, nacional o internacional. NO liberar en el medio ambiente.[10][67]
- Información pertinente para el tratamiento de las aguas residuales: no tirar los residuos por el desagüe. Recábense instrucciones específicas de la ficha de datos de seguridad.
- Tratamiento de residuos de recipientes/embalajes: es un residuo peligroso; solamente pueden usarse envases que han sido aprobados (p.ej. conforme a ADR). Deshacerse del     recipiente contaminado en un punto de recogida de residuos especiales o peligrosos.[67]
- Disposiciones sobre prevención de residuos: la coordinación de los números de clave de los residuos/marcas de residuos según CER hay que efectuarla específicamente de ramo y proceso.[10]
- Catálogo de Desechos Europeos: según el Catálogo Europeo de Residuos, los códigos de residuos no son específicos del producto sino específicos de la aplicación.[67]
- Observaciones: los residuos se deben clasificar en las categorías aceptadas por los centros locales o nacionales de tratamiento de residuos. Por favor considerar las disposiciones nacionales o regionales pertinentes.[10]

### Sobre su transporte
| Número ONU                                                                       | Número ONU                                                                       | 3077                                                                        |
| Designación oficial de transporte de las Naciones Unidas                         | Designación oficial de transporte de las Naciones Unidas                         | MATERIA SÓLIDA POTENCIALMENTE PELIGROSA PARA EL MEDIO AMBIENTE, N.E.P.      |
| Clase(s) de peligro para el transporte                                           |                                                                                  | 9 (materias y objetos peligrosos diversos) (peligro para el medio ambiente) |
| Grupo de embalaje                                                                | Grupo de embalaje                                                                | III (materia que presenta un grado menor de peligrosidad)                   |
| Peligros para el medio ambiente                                                  | Peligros para el medio ambiente                                                  | peligroso para el medio ambiente acuático                                   |
| Transporte a granel con arreglo al anexo II del Convenio MARPOL y del Código IBC | Transporte a granel con arreglo al anexo II del Convenio MARPOL y del Código IBC | El transporte a granel de la mercancía no está previsto                     |

Nota: información obtenida de: 

#### Según el Reglamento de transporte de mercancías peligrosas por carretera, por ferrocarril o por vía navegable (ADR/RID/ADN)
| Número ONU                               | Número ONU                               | 3077 |
| Designación oficial                      | Designación oficial                      | MATERIA SÓLIDA POTENCIALMENTE PELIGROSA PARA EL MEDIO AMBIENTE, N.E.P.                                           |
| Menciones en la carta de porte           | Menciones en la carta de porte           | UN3077, MATERIA SÓLIDA POTENCIALMENTE PELIGROSA PARA EL MEDIO AMBIENTE, N.E.P., (Cobre(II) sulfato), 9, III, (-) |
| Clase                                    | Clase                                    | 9 |
| Código de clasificación                  | Código de clasificación                  | M7 |
| Grupo de embalaje                        | Grupo de embalaje                        | III |
| Etiquetas de peligro                     |                                          | 9 + "pez y árbol"                                                                                                |
| Peligros para el medio ambiente          | Peligros para el medio ambiente          | sí (peligroso para el medio ambiente acuático)                                                                   |
| Disposiciones especiales (DE)            | Disposiciones especiales (DE)            | 274, 335, 375, 601                                                                                               |
| Cantidades exceptuadas (CE)              | Cantidades exceptuadas (CE)              | E1 |
| Cantidades limitadas (LQ)                | Cantidades limitadas (LQ)                | 5 kg |
| Categoría de transporte (CT)             | Categoría de transporte (CT)             | 3 |
| Código de restricciones en túneles (CRT) | Código de restricciones en túneles (CRT) | - |
| Número de identificación de peligro      | Número de identificación de peligro      | 90 |

Nota: información obtenida de: 

#### Según el Reglamento del Código marítimo internacional de mercancías peligrosas (IMDG)
| Número ONU                                                                      | Número ONU                                                                      | 3077 |
| Designación oficial                                                             | Designación oficial                                                             | ENVIRONMENTALLY HAZARDOUS SUBSTANCE, SOLID, N.O.S.                                                          |
| Designaciones indicadas en la declaración del expedidor (shipper's declaration) | Designaciones indicadas en la declaración del expedidor (shipper's declaration) | UN3077, MATERIA SÓLIDA POTENCIALMENTE PELIGROSA PARA EL MEDIO AMBIENTE, N.E.P., (Cobre(II) sulfato), 9, III |
| Clase                                                                           | Clase                                                                           | 9 |
| Contaminante marino                                                             | Contaminante marino                                                             | sí (P) (peligroso para el medio ambiente acuático)                                                          |
| Grupo de embalaje                                                               | Grupo de embalaje                                                               | III |
| Etiqueta(s) de peligro                                                          |                                                                                 | 9 + "pez y árbol"                                                                                           |
| Disposiciones especiales (DE)                                                   | Disposiciones especiales (DE)                                                   | 274, 335, 966, 967, 969                                                                                     |
| Cantidades exceptuadas (CE)                                                     | Cantidades exceptuadas (CE)                                                     | E1 |
| Cantidades limitadas (LQ)                                                       | Cantidades limitadas (LQ)                                                       | 5 kg |
| EmS                                                                             | EmS                                                                             | F-A, S-F |
| Categoría de estiba (stowage category)                                          | Categoría de estiba (stowage category)                                          | A |

Nota: información obtenida de: 

#### Según el reglamento de la Organización de Aviación Civil Internacional (OACI-IATA/DGR)
| Número ONU                                                                      | Número ONU                                                                      | 3077 |
| Designación oficial                                                             | Designación oficial                                                             | Materia sólida potencialmente peligrosa para el medio ambiente, n.e.p.                                       |
| Designaciones indicadas en la declaración del expedidor (shipper's declaration) | Designaciones indicadas en la declaración del expedidor (shipper's declaration) | UN3077, Materia sólida potencialmente peligrosa para el medio ambiente, n.e.p ., (Cobre(II) sulfato), 9, III |
| Clase                                                                           | Clase                                                                           | 9 |
| Peligros para el medio ambiente                                                 | Peligros para el medio ambiente                                                 | sí (peligroso para el medio ambiente acuático)                                                               |
| Grupo de embalaje                                                               | Grupo de embalaje                                                               | III |
| Etiqueta(s) de peligro                                                          |                                                                                 | 9 + "pez y árbol"                                                                                            |
| Disposiciones especiales (DE)                                                   | Disposiciones especiales (DE)                                                   | A97, A158, A179, A197                                                                                        |
| Cantidades exceptuadas (CE)                                                     | Cantidades exceptuadas (CE)                                                     | E1 |
| Cantidades limitadas (LQ)                                                       | Cantidades limitadas (LQ)                                                       | 30 kg |

Nota: información obtenida de: 

## Obtención

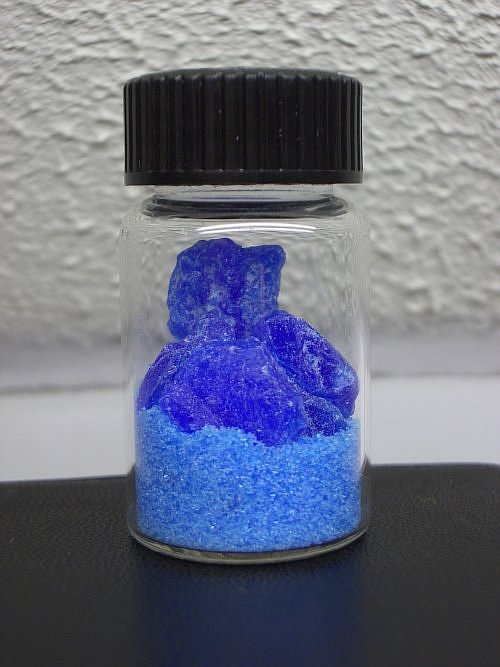
Sulfato de cobre en polvo almacenado

Los principales países productores son: México, Brasil, Chile, Rusia, Taiwán, Italia, Perú y China. En España y Portugal, son ricas en sulfuros las minas del sur occidental de la península ibérica, como las Minas de Tharsis, Riotinto y São Domingo entre otras.

## Galería

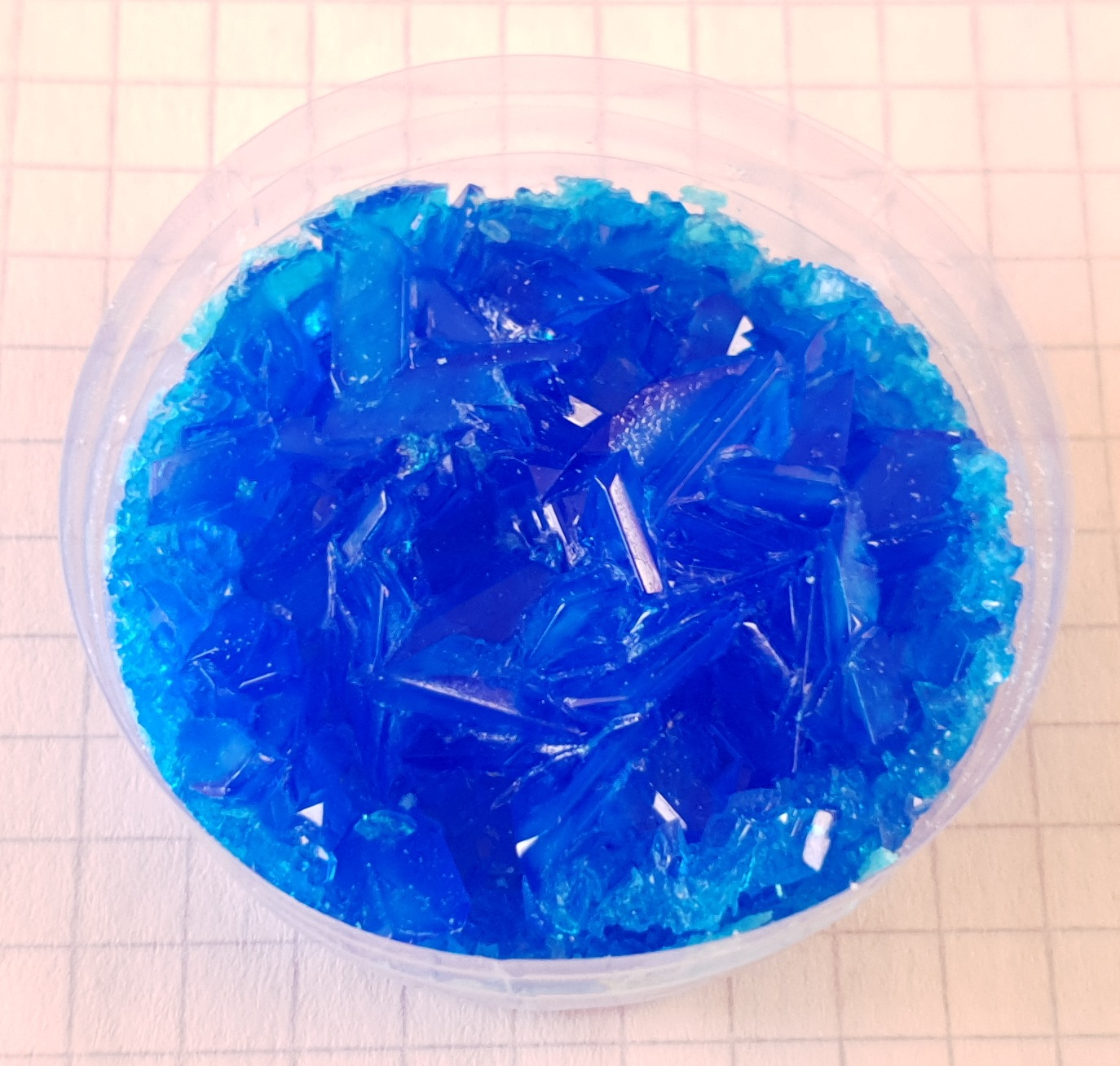
Cristales de CuSO4 pentahidratado creados artificialmente en un vaso plástico.
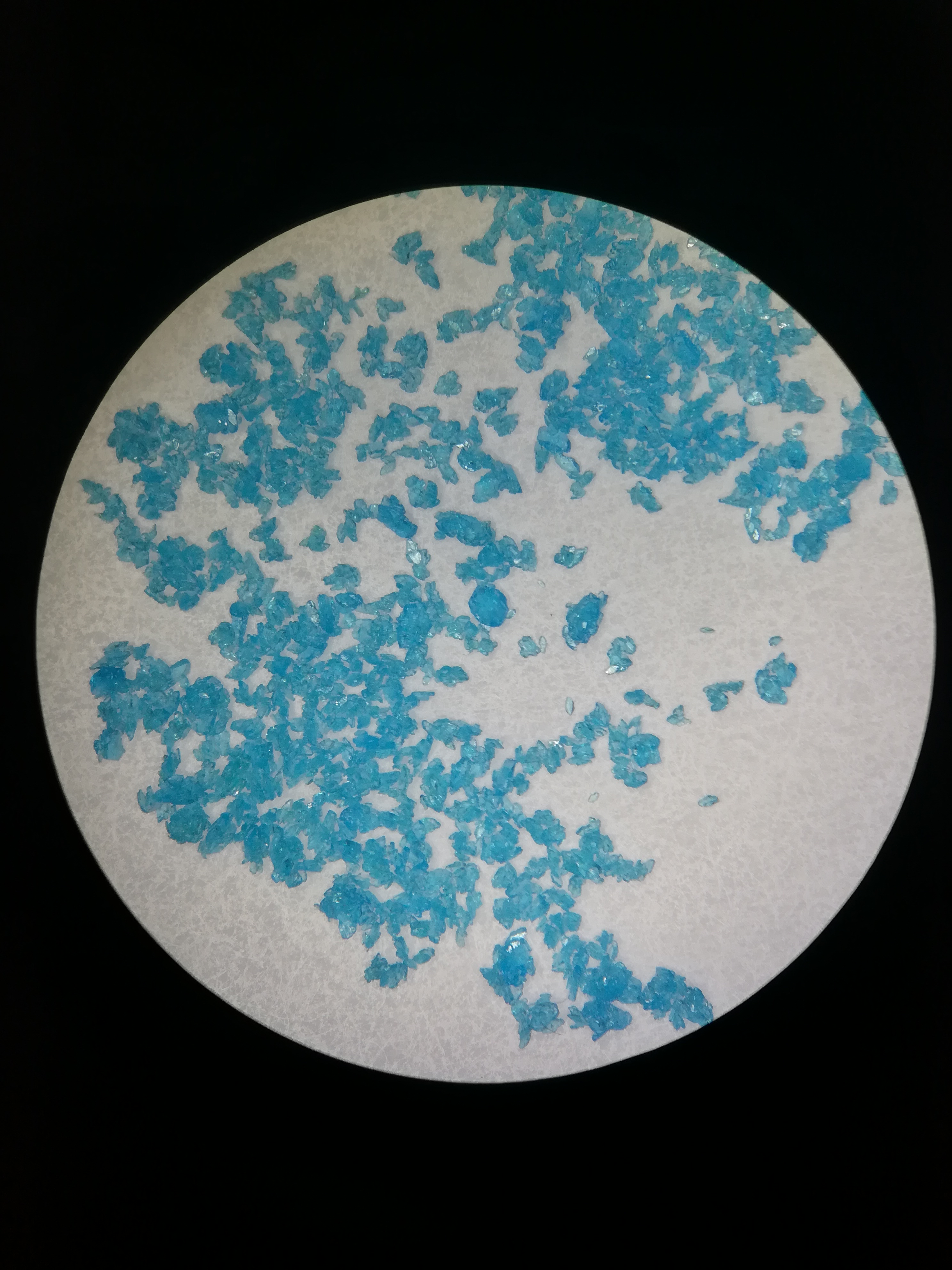
Cristales de sulfato de cobre(II) al microscopio.
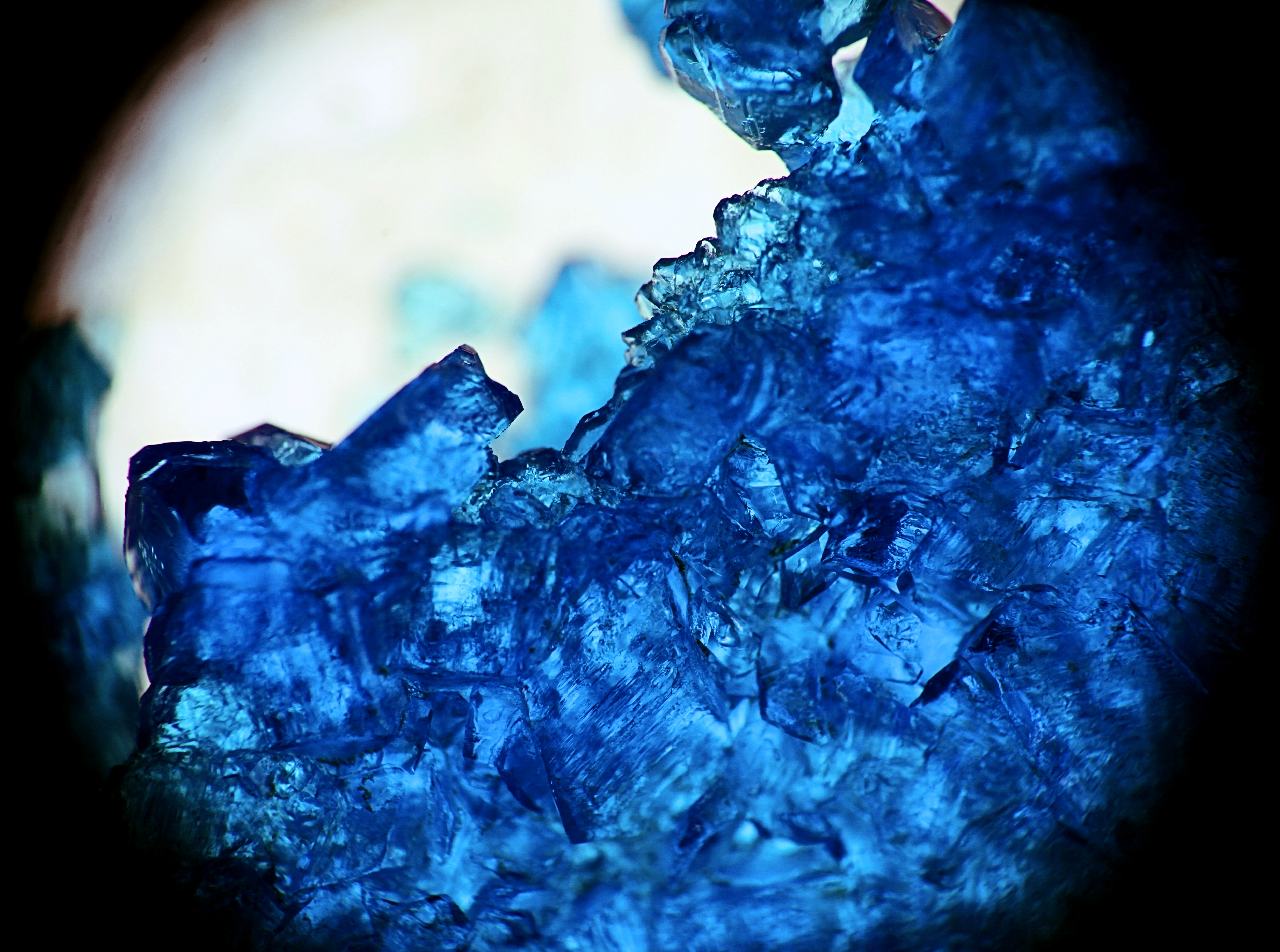
Cristales de sulfato de cobre(II) al microscopio, visión ampliada
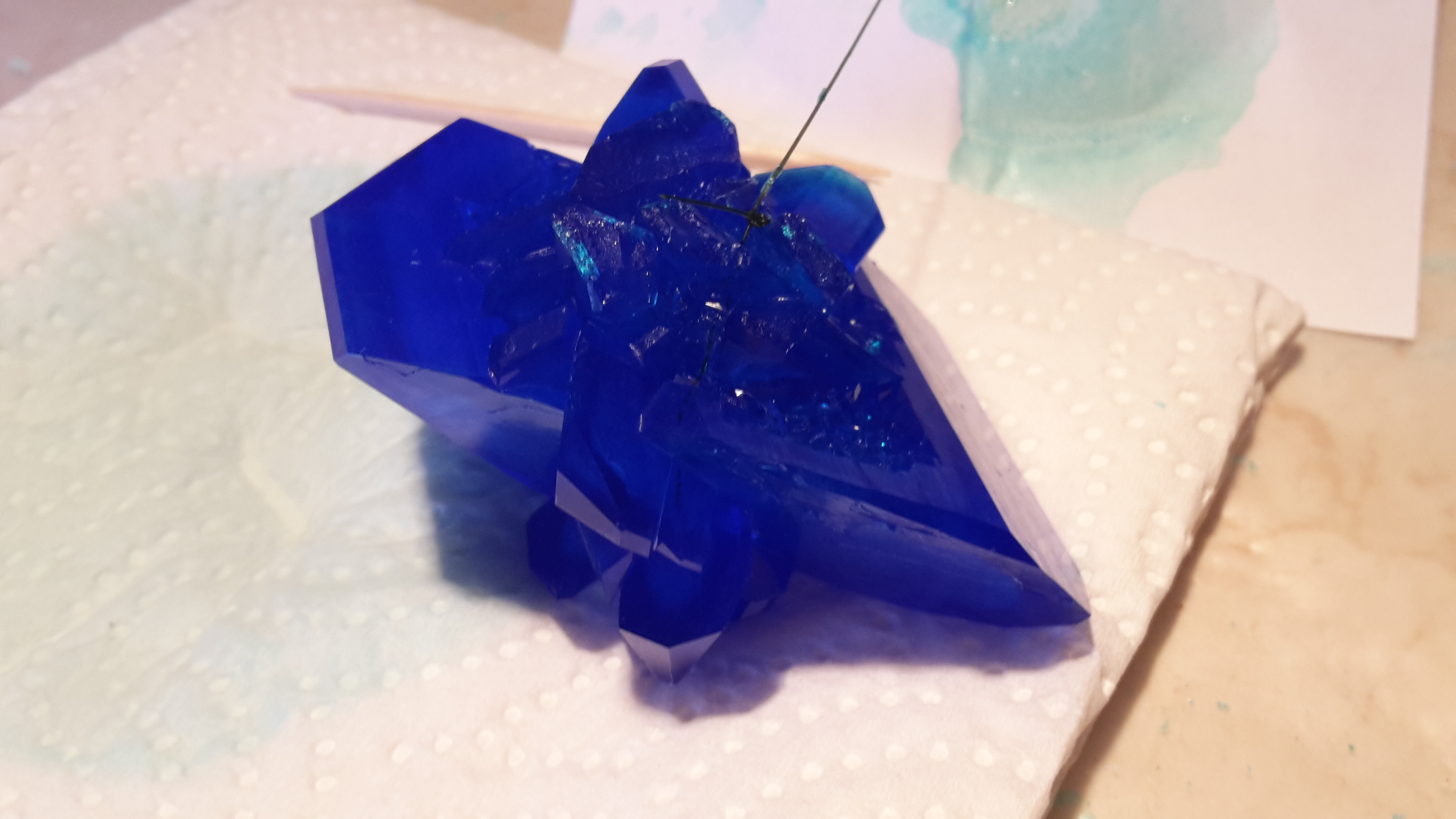
Cristal de CuSO4 crecido en un hilo
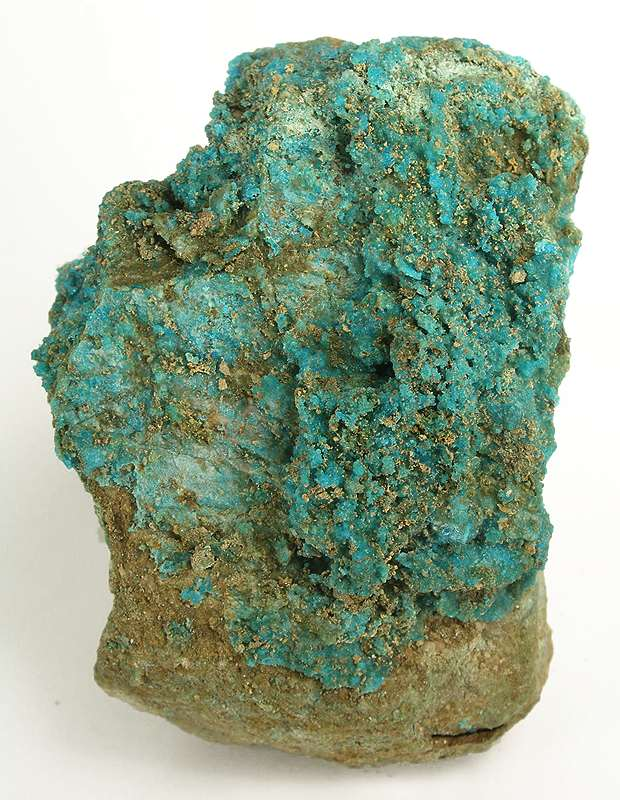
El raro mineral boothita (azulado) (CuSO4·7H2O)
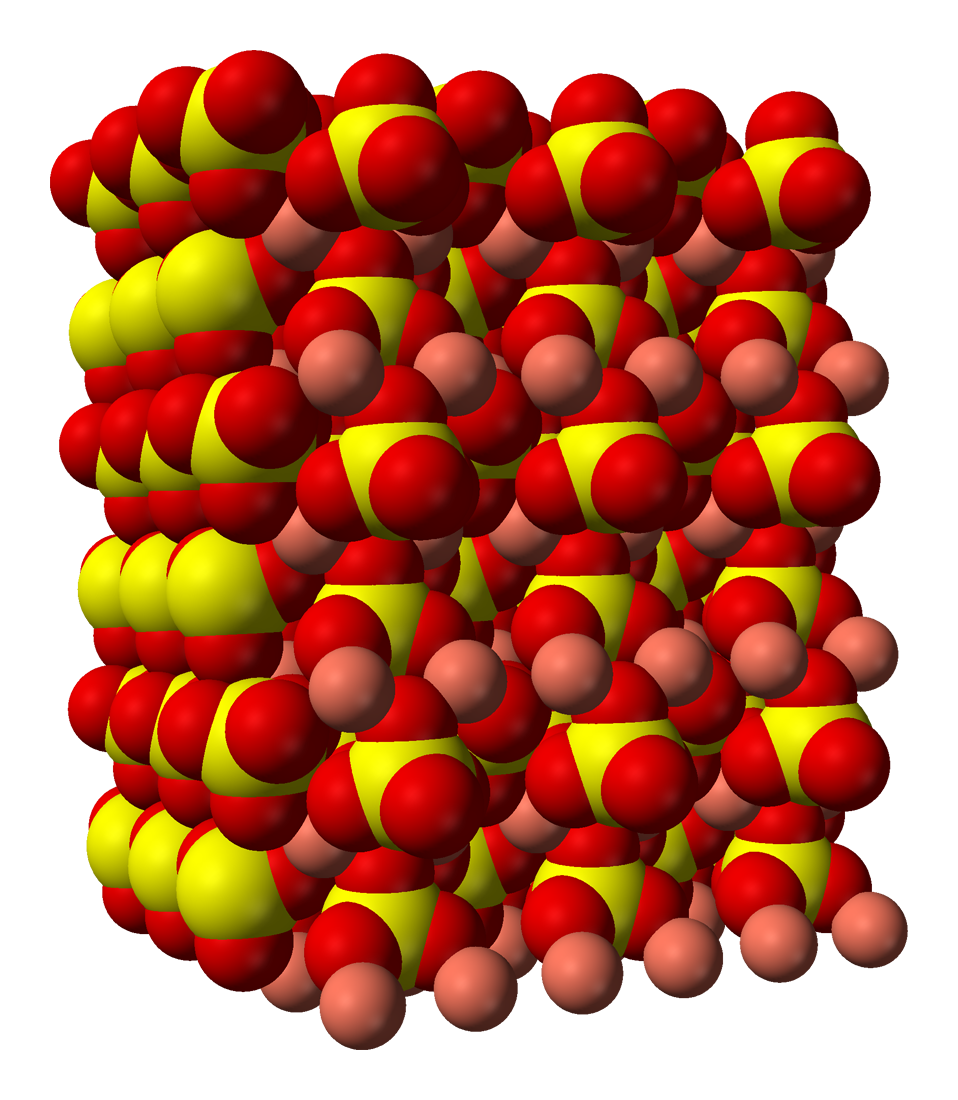
Modelo que llena el espacio anhidro CuSO4.